# I. Mátyás magyar király
I. Mátyás (születési nevén Hunyadi Mátyás, elterjedt nevén Mátyás király, Kolozsvár, 1443. február 23. – Bécs, 1490. április 6.) Magyarország és Horvátország királya 1458-tól, cseh király 1469-től, Ausztria uralkodó főhercege 1486-tól haláláig. A közkeletű Corvin Mátyás vagy Igazságos Mátyás néven is ismert. Hivatalos latin nyelvű uralkodói nevén Mathias Rex, neve németül, latinul, angolul: Matthias Corvinus, olaszul: Mattia Corvino, románul: Matia Corvin, csehül: Matyáš Korvín, horvátul: Matija Korvin.
Apja Hunyadi János erdélyi vajda, majd magyar kormányzó, anyja magyar köznemesi család lánya, Szilágyi Erzsébet. Bár 1458-tól uralkodott, királlyá koronázására hivatalosan Székesfehérvárott 1464-ben került sor. Cseh királlyá 1469-ben, Ausztria főhercegévé 1486-ban választották. A magyarok, de számos más környező nép hagyománya is az egyik legnagyobb királyként tartja számon, akinek emlékét sok népmese és monda őrzi. Mátyás nevének népszerű díszítő jelzője (epitheton ornansa) az Igazságos. A szakirodalom és a köznapi nyelv egyaránt leginkább sorszám nélkül, egyszerűen Mátyás királynak nevezi.
Uralkodói teljesítménye már kortársai körében nagy vitákat váltott ki, az utókor történészei pedig máig sem jutottak egyetértésre. A kritikus nézet szerint Mátyás elhanyagolta a török veszélyt, és értelmetlen nyugati hódító hadjáratokra fecsérelte a rendelkezésére álló katonai, illetve az azt megalapozó, az ország kíméletlen adóztatása révén gyűjtött gazdasági potenciált. A másik nézet szerint viszont belátta, hogy az akkori Magyarország önmagában képtelen volt ellenállni a török veszélynek és ezért nagyobb államhatalom létrehozására törekedett. Eszerint felismerte, hogy korában a fejlődés Kelet-Közép-Európában a perszonáluniókba tömörült államszövetségek irányába haladt. Ezt a tervet megvalósítani azonban nem tudta teljesen, ilyen szövetségi rendszer kiépítésére utóbb csak a Habsburgok voltak képesek.
Belpolitikai tevékenységének nagy eredménye, hogy választott királyként, legitimációs hiányosságokkal küzdve, de sikerült megszilárdítania hatalmát. Kihasználta a középkori uralkodói hatáskör szinte minden lehetőségét. Nagy ügyességgel maga mellé állította adott pillanatban az uralkodáshoz szükséges társadalmi erőket, illetve azok változatos koalícióit hozta létre. Mesterien kezelte a korabeli társadalmi kommunikációt, igyekezett külföldön és belföldön egyaránt jó hírét kelteni saját személyének, hogy akár ennek révén is támogatást szerezzen politikai céljai eléréséhez. Legfontosabb célját, fia örökösödésének biztosítását, Corvin János trónra lépését azonban nem sikerült elérnie.
Politikája mellett személyiségének megítélése inkább negatív: hatalmas adókat rótt ki az alattvalókra, a beszedett pénzt nem mindig a deklarált célra költötte, lobbanékony természetű, az ígéretét be nem tartó ember, bosszúálló és lelkiismeretlen is volt, uralkodása vége felé koncepciós eljárásoktól sem riadt vissza azért, hogy az utódlását biztosítsa. Személyisége nem tartozott a szerethetőek közé, viszont egyértelműen a 15. század kiemelkedő magyar politikusa volt.

## Ifjúkora

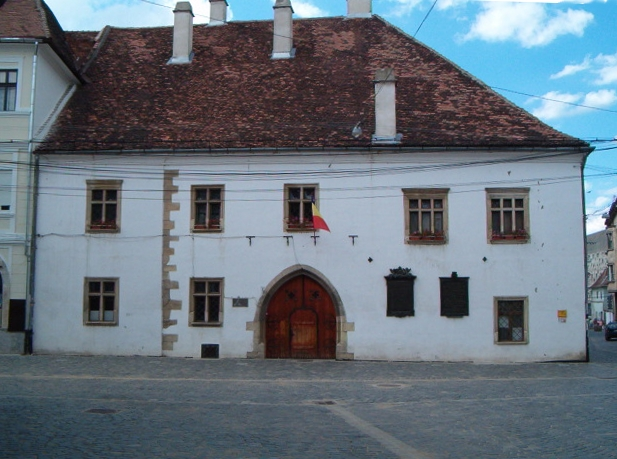
Hunyadi Mátyás szülőháza Kolozsvárott

1442 tavaszán Hunyadi János vajda Erdélyben tartózkodott, május 28-án például Szászhermányból küldött egy levelet. A jelek szerint vele volt felesége, horogszegi Szilágyi Erzsébet is, aki kilenc hónappal később, 1443. február 23-án Kolozsváron megszülte második fiát, Mátyást. A kisgyermek neveléséről elsősorban anyja gondoskodott, mivel apját a politika és a háborúk foglalták le. Szilágyi Erzsébet a politikában – kivéve a férje halála és a fia királlyá választása közti időszakot – alig vett részt, viszont a hatalmas Hunyadi-birtokok gazdálkodását személyesen irányította.
A felcseperedő Mátyás neveltetésében Hunyadi János már aktívan részt vett. Az ország egyik legfőbb méltóságaként az átlagos nemesi nevelésnél és saját szerény képzettségénél jóval többet nyújtott fiának. A korabeli magas gyermekhalandóság körülményei között arra is gondolnia kellett, hogy László fia halála esetén Mátyásra hárulhat a család irányításának és további felemelésének terhe. Hunyadi János külföldi útjain megfigyelhette a művelt nagyúri családok életét, és láthatóan ennek megfelelő igazi korabeli ismereteket akart adni fiainak, azaz a katonáskodás mellett nyelvtudást, valamint az akkori általános műveltség alapjait is elsajátították.
A katonai felkészítését bizonyára apja is felügyelte; a későbbi feljegyzések szerint Mátyás korán jártasságot szerzett a korabeli hadművészetekben, fizikailag is jó állóképességgel rendelkezett és képes volt akár egy nagyobb folyót is átúszni. Első tanítója Szánoki Gergely lengyel humanista lehetett, aki I. Ulászló magyar király nevelőjeként került Magyarhonba. A király halála után, 1444-ben vette át a Hunyadi fiúk, illetve akkor még csak László tanítását. Azonban már 1451-ben, Mátyás nyolcéves korában elhagyta az országot, mert ilyvói érsek lett. Széles körben feltételezik, hogy Vitéz János, Hunyadi fő tanácsadóinak egyike is Mátyás nevelője lehetett, de a püspök egyházi és politikai feladatai valószínűtlenné teszik tényleges nevelői szerepét.
Mátyás humanista nevelőitől mindenesetre a korban szokatlanul széles körű ismereteket szerzett, többek között az egyház- és államjog, művészetek területén. Kitűnően megtanult latinul, beszélt németül, csehül vagy a korban használt nyugati szláv nyelven és valószínűleg románul is tudott.
A kor arisztokratái és nemesei közül szintén kirívó módon szeretett olvasni, főként klasszikus latin szerzőket, ezeken belül is a hadtudományi munkákat. Latinul olvasott Nagy Sándor bátorságáról, Hannibál ravaszságáról szóló elbeszéléseket. Műveltsége lehetővé tette, hogy király korában itáliai humanistákkal is tudós beszélgetéseket folytathasson. Gyakorlatilag gyermekkorában alapozta meg tudását, hiszen még nem töltötte be tizenötödik évét, amikor királlyá választották, ezután pedig aktívan részt vett az uralkodás nehéz feladataiban, ezért rendszeres tanulásra már nemigen juthatott ideje.
A későbbi király még 12 éves sem volt, amikor a kor szokásainak megfelelően apja már menyasszonyt szerzett számára. Hunyadi János és Cillei Ulrik megegyeztek, hogy Mátyás feleségül veszi majd az akkor 10 éves Cillei Erzsébetet, a hatalmas Cillei-vagyon egyedüli várományosát. A tervezett házasság előnyös rokoni-politikai kapcsolatokkal is kecsegtetett. Cillei Garai László nádor unokaöccse, Brankovics György szerb despota veje volt. A kor szokásainak megfelelően Erzsébet a jövendőbelije családjához költözött, míg Mátyás a királyi udvarba került, gyakorlatilag túszként. Az esküvőre végül Cillei Erzsébet halála miatt nem kerülhetett sor.

### Prágai fogsága
Hunyadi János 1456-os halála után László állt az ország akkor legnagyobb hatalmú családja, a Hunyadi-család élére, és azonnal súlyos konfliktusba keveredett V. László királlyal meg az ellenlábas főúri családokkal. A vitában Hunyadi László híveivel hatalmába kerítette és meggyilkolta Cillei Ulrikot, majd megeskette a királyt, hogy emiatt nem fog bosszút állni. Néhány hónap múlva azonban a király, Garai László és Újlaki Miklós főurak és híveik segítségével csapdát állítottak a Hunyadi fivéreknek. Rávették Lászlót, hívja 14 éves öccsét a fővárosba. Bár apjuk annak idején meghagyta fiainak, hogy együtt soha se tartózkodjanak a király udvarában, és az utazást Szilágyi Erzsébet is ellenezte, Mátyás engedelmeskedett bátyjának. A király 1457. március 14-én letartóztatta a két Hunyadit és a híveiket. Március 16-án kivégezték Hunyadi Lászlót, Mátyást pedig a király előbb bécsi, majd prágai udvarába vitette fogolyként. A 14 éves Mátyás tíz hónapot töltött külföldi fogságban. A Hunyadi-család elleni támadás során azonban az összeesküvők nem vették figyelembe azt, hogy ellenfeleik vagyona és kipróbált hadereje érintetlen maradt. Szilágyi Mihály és Szilágyi Erzsébet megszervezték az ellenállást, és csaknem egész Erdélyt elfoglalták, annak ellenére, hogy Mátyás túsz volt a király kezében. 1457 vége felé patthelyzet alakult ki, és fegyverszünetet lehetett kötni. A 17 éves V. László azonban 1457. november 23-án váratlanul elhunyt Prágában, valószínűleg leukémiában. Ezzel új helyzet állt elő.

## Királyválasztás

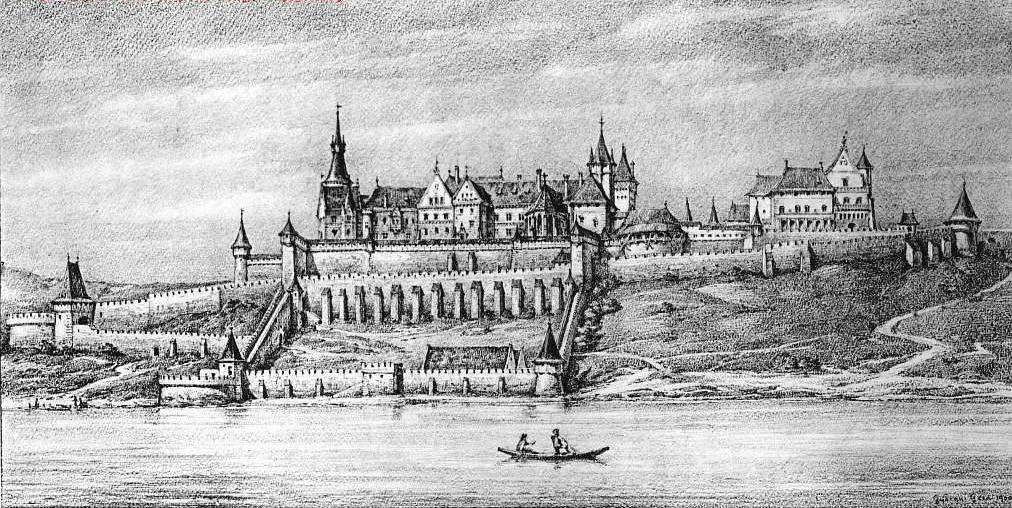
A budavári palota Mátyás idejében, 1900-as ábrázolás

A váratlanul elhunyt fiatal uralkodó jogos örökösei nővérei lettek volna. Közülük Anna III. Vilmos szász herceg felesége volt, Erzsébet pedig IV. Kázmér lengyel királyé, akinek elődje, I. Ulászló 1440–1444 közt már ült a magyar trónon. III. Frigyes német császárnak ugyan nem lehetett vérségi igénye a magyar trónra, de Erzsébet, V. László anyja neki zálogosította el a magyar Szent Koronát, valamint több nyugat-magyarországi várat és várost, ezért volt bizonyos utódlási esélye.
Magyarországon a legfontosabb belső erőket Szilágyi Mihály, Garai László, Újlaki Miklós familiárisai, valamint a Felvidék nagy részét törvénytelenül uralmuk alatt tartó cseh szabadcsapatok alkották, utóbbiak Jiskra Jánossal az élükön, akik később a fekete sereg gerincét alkották. A magyar főúri csoportosulások számára ebben a helyzetben logikusnak látszott Hunyadi Mátyás megválasztása királynak, mivel úgy vélték, hogy a gyermek-király könnyen irányítható lesz. III. Kallixtusz pápa is Mátyás megválasztását támogatta, mivel nagy tisztelője volt Hunyadi János törökellenes harcainak, és abban bízott, hogy fia folytatni fogja ezt a küzdelmet.
A kompromisszum jegyében Garai László felkereste a Szilágyi testvéreket Szegeden, és velük 1458. január 12-én megállapodott abban, hogy a Szilágyiak megbocsátanak a Hunyadi László kivégzésében szerepet játszó Garainak, Bánfalvi Barius II. Miklós pécsi püspöknek és Lindvai Bánfi Pálnak, valamint támogatják a Podjebrád György őrizetében lévő Mátyás kiszabadítását és királlyá választását. Ennek fejében a Szilágyiak Mátyás nevében megfogadták, hogy ő feleségül veszi Garai leányát (bátyja volt menyasszonyát), megtartja apósát a nádori tisztségben és Buda birtokában, valamint összes javaiban. A megállapodásra esküt tettek, de azt is kikötötték, hogy azt majd meg kell ismételni Juan de Carvajal bíboros, pápai legátus és Szécsi Dénes bíboros esztergomi érsek előtt. Ez a későbbiekben elmaradt, így a Szilágyiak és Mátyás szabad kezet kaptak.
Ezzel elhárultak az akadályok Mátyás megválasztása elől. A királyválasztó országgyűlésre Szilágyi Mihály sereggel vonult fel. Budán biztosította az összegyűlt nagyurakat, hogy Mátyás nem fog bosszút állni bátyja kivégzéséért, így ők is beleegyeztek a megválasztásába. A döntés hírére január 24-én a nagyrészt Szilágyi katonáiból és az országgyűlésen megjelent köznemességből álló tömeg, a vár alatt, a Duna jegén királlyá kiáltotta ki Hunyadi János fiát. Az új uralkodó, akit a választást megelőző politikai folyamatba – prágai fogsága miatt sem – egyáltalán nem vontak be, sőt végig gyermeknek tekintették, még nem töltötte be tizenötödik évét sem. Korára hivatkozva nagybátyját, Szilágyi Mihályt öt évre kormányzónak választották. Az új kormányzó nyilván arra számított, hogy a hatalmat végre ő fogja gyakorolni. Szilágyi 1456-ig csak másodvonalú politikai szereplő volt, Hunyadi János familiárisa, és csak a Cillei-gyilkosság után, a szabad cselekvésében akadályozott király nevezte ki macsói bánná. Így került be a bárók sorába. Vagyoni helyzete sem érte el az arisztokraták színvonalát. Mátyás megválasztása után azonban a király után ő lett az első ember. Szilágyi még a királyválasztó országgyűlésen olyan törvényt hozott a maga nevében, amilyet az új uralkodók szoktak trónra lépésük alkalmával. Ebben arról is rendelkezett, hogy az összes királyi várat neki kell átadni, amivel rögtön megszegte a Garai nádorral kötött egyezségét.

## Trónra lépése és hatalmának biztosítása
1458 januárjában díszes – és jól felfegyverzett – küldöttség indult Csehországba, hogy Budára kísérje a magyarok ifjú királyát. Az átadás feltételeit Vitéz János tárgyalta ki, de a küldöttségben ott volt Szilágyi Mihály és Szilágyi Erzsébet is. Mátyást Podjebrád György cseh kormányzó csak azzal a feltétellel engedte el fogságából, hogy Mátyás feleségül veszi a lányát, Katalint. Az átadásra a magyar-morva határon lévő Strážnice településen került sor. A váltságdíj megfizetése után Mátyás kiszabadult a fogságából, de a jelenlévők előtt ünnepélyesen megerősítette házassági ígéretét. Az új király kíséretével ezután Esztergomnál átkelt a repedező jégen, és 1458. február 14-én megérkezett Budára.

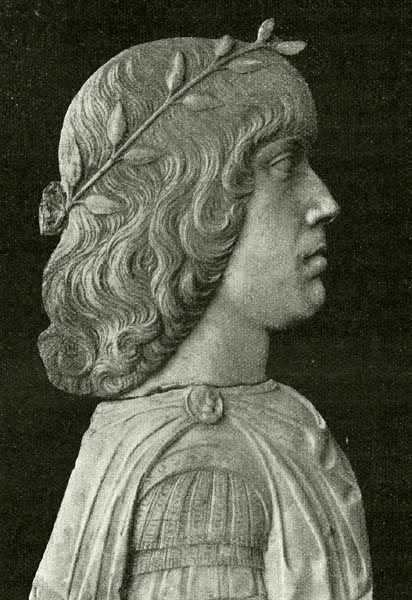
Mátyás király fiatalkori eszményített dombormű-képmása a milánói Castello Sforzesco múzeumában

Komoly gondot okozott, hogy a magyar szokásjog szerint csak az volt a törvényes uralkodó, akit „Szent István koronájával” Székesfehérvárott az esztergomi érsek koronázott meg. A Szent Korona azonban III. Frigyes birtokában volt. A koronázás pótlására végül egy gondosan kidolgozott ceremóniát hajtottak végre, amiben ötvözték a királyok első budai bevonulásának rítusát a székesfehérvári koronázások világi vonatkozásainak bizonyos részleteivel. A gyermekkirály diadalmenetét a város előtt a papság, a polgárság és a zsidók fogadták, ahol először a zsidók jogait erősítette meg. A városkapuban ugyanezt tette meg Buda város szabadságaival. A városháza börtönéből szabadon bocsátották a foglyokat. A templomban Te Deumot tartottak, a király pedig kötelezte magát az egyházi szabadságok megtartására. Utána a várkapuban a nemesség jogait erősítette meg. A palotában a trónra ülve pedig hozzáfogott az államügyek intézéséhez. Az ifjú Mátyás ezáltal az ország törvényes uralkodója lett.
A király és a kormányzó viszonya azonban még sok kérdőjelet rejtett. Mátyás kilenc nappal trónra kerülése után lett tizenöt éves. Ez bizonyos ügyekben már jogképességet jelentett, de a teljes nagykorúságot, ami a birtokadományozáshoz való jogot is tartalmazta, csak huszonnégy évesen érhette volna el. A király március 9-én mégis nagybátyjának adományozta családi örökségét, Besztercét és az örökös grófi címet. Ezzel nagykorúként intézkedett, és a kedvezményezett kormányzó nem tiltakozott. Mátyás tehát kezdettől fogva gyakorolta az uralkodói hatalmat, bár elvileg elismerte a kormányzó szerepét. Márciusban már külpolitikai és birtokadományozó okiratokat is kiállíttatott a maga nevében. Bizonyára pontosan tudta, hogy amikor apja néhány évvel azelőtt, 1453-ban lemondott a kormányzóságról, V. László király még csak tizenhárom éves volt.
Konszolidálódni látszott Mátyás kapcsolata leendő apósával, Podjebráddal, akit március 2-án cseh királlyá választottak. A volt huszita uralkodó titokban hűségesküt tett a pápának, így elhárult az akadály megkoronázása elől. Mátyás, Podjebrád május 7-ei koronázására Salánki Ágoston győri és Szilasi Vince váci püspököket küldte, akik meg is koronázták.
Jiskra János, aki 1458. február elején Podjebrád nyomására hűségesküt tett Mátyásnak, már március végén fellázadt. A király Rozgonyi Sebestyént nevezte ki a Felső részek főkapitánya címmel a Jiskra cseh zsoldosai elleni küzdelem vezetésére. A kezdeti sikerek után Rozgonyinak szeptembertől erdélyi vajdaként már az ottani török betörés ellen kellett harcolnia. Jiskra közben III. Frigyes szolgálatába is állt, de végül, 1462-ben átfogó megállapodásra jutott Mátyás királlyal. Ennek értelmében nagy pénzösszeg, és az ország másik végén, Lippa vidékén kapott nagy birtokok fejében örök hűséget fogadott a királynak, amit aztán meg is tartott. Zrínyi Miklós szerint: „(…) annak szelídíthetetlen elméjét megszelídíti, és a tolvajoknak kapitányából magának hívet csinál és állhatatos, vitéz embert. Más király alig várhatta volna, hogy kezébe kaphassa, hogy diadalmenetben hurcolja városról városra, de Mátyás király ilyen hiú gondolatokat nem gondolt, ő a jónak szolgálatára volt, s ezt inkább kívánta, mint a maga dicsőségét.”  Zsoldosainak egy része Mátyás szolgálatába állt, és belőlük lett a későbbi fekete sereg magva. A még ellenálló vagy újra lázadó cseheket Mátyás kemény kézzel leverte, ezzel 1467-re sikerült a Felvidéket megtisztítania tőlük.
Szilágyi Mihály 1458 nyarán már felismerte, hogy Mátyás kijátszotta őt, ezért összeesküdött a király ellen Garai László nádorral és Újlaki Miklóssal. Mátyás erre azonnal leváltotta a nádort, és anyjával együtt igyekezett jobb belátásra bírni nagybátyját. Ez azonban csak időlegesen sikerült, mert Szilágyi újra meg újra Mátyás ellen fordult, aki időnként letartóztatta, időnként visszahelyezte magas funkcióiba. Végül Szilágyi 1460 végén erdélyi kormányzóként egy török elleni összecsapásban fogságba esett, és a szultán kivégeztette. A pápa magyarországi követe ezt jelentésében Mátyás számára szerencsés fordulatnak értékelte, mivel a kormányzó mindvégig a király ellen szervezkedett.
Még 1459 elején Garai és Újlaki újra összeesküdtek Mátyás ellen, és Németújváron magyar királlyá választották III. Frigyest. Garai a választás után hamarosan meghalt, Újlaki pedig csak félszívvel folytatta a küzdelmet Mátyás ellen, július 1-jén pedig birtokai megtartása fejében örök hűséget fogadott neki. Újlaki taktikázása révén megerősítette helyzetét, de ennek fejében III. Frigyes élete végéig magyar királynak titulálhatta magát, sőt később a Habsburgok innen vezették le magyar trónigényüket. A hatalmi harcban fontos tényező volt, hogy a római pápa a Magyarországon tartózkodó Carvajal bíboros révén folyamatosan biztosította a magyar főpapi kar támogatását a király számára, elsősorban a török elleni magyar harc reményében.
1463-ban Vitéz János hosszas tárgyalásai eredményeképpen tető alá hozták III. Frigyessel a bécsújhelyi megállapodást, melynek értelmében – Zrínyi Miklós szavaival – „a császárnak kalácsot vet a torkába, a koronáért hetvenezer aranyat vet neki, és azzal a fösvény szemét befedi”.  Ezen kívül az egyezségben közös céljuknak nevezték meg a harcot a török ellen. Kinyilvánították, hogy ha Mátyás fiú utód nélkül hal, a magyar trónt Frigyes fia, Miksa örökli. A 20 éves Mátyás esetében ez nem látszott komoly veszélynek. A császár pedig a maga részéről örökbe fogadta Mátyást, ami elméleti lehetőséget nyitott arra, hogy ő örökölje majd a császár birodalmát.

## Belpolitika Mátyás korában
Mátyás belpolitikai tevékenységének fő céljai uralkodásának első időszakában a saját hatalmának megerősítése, majd a kincstári bevételek növelése, végül pedig Corvin János trónutódlásának biztosítása volt. A nemesi uralkodó osztály, azon belül is a főurak tekintetében ez a politika elsősorban a hatalmi pozíciók és az ezzel járó birtokok szinte folyamatos újraosztásáról szólt. Mátyás emellett figyelmet fordított a szélesebb köznép, a városi polgárság, sőt a parasztság helyzetére is. Az adóprés szorításából nem engedett, de országjárásai során a főurak által elkövetett kirívó igazságtalanságokat igyekezett orvosolni, később ez a tevékenysége lett az „igazságos Mátyás királyról” szóló legendák reális magva.

### Koronázás és reformok

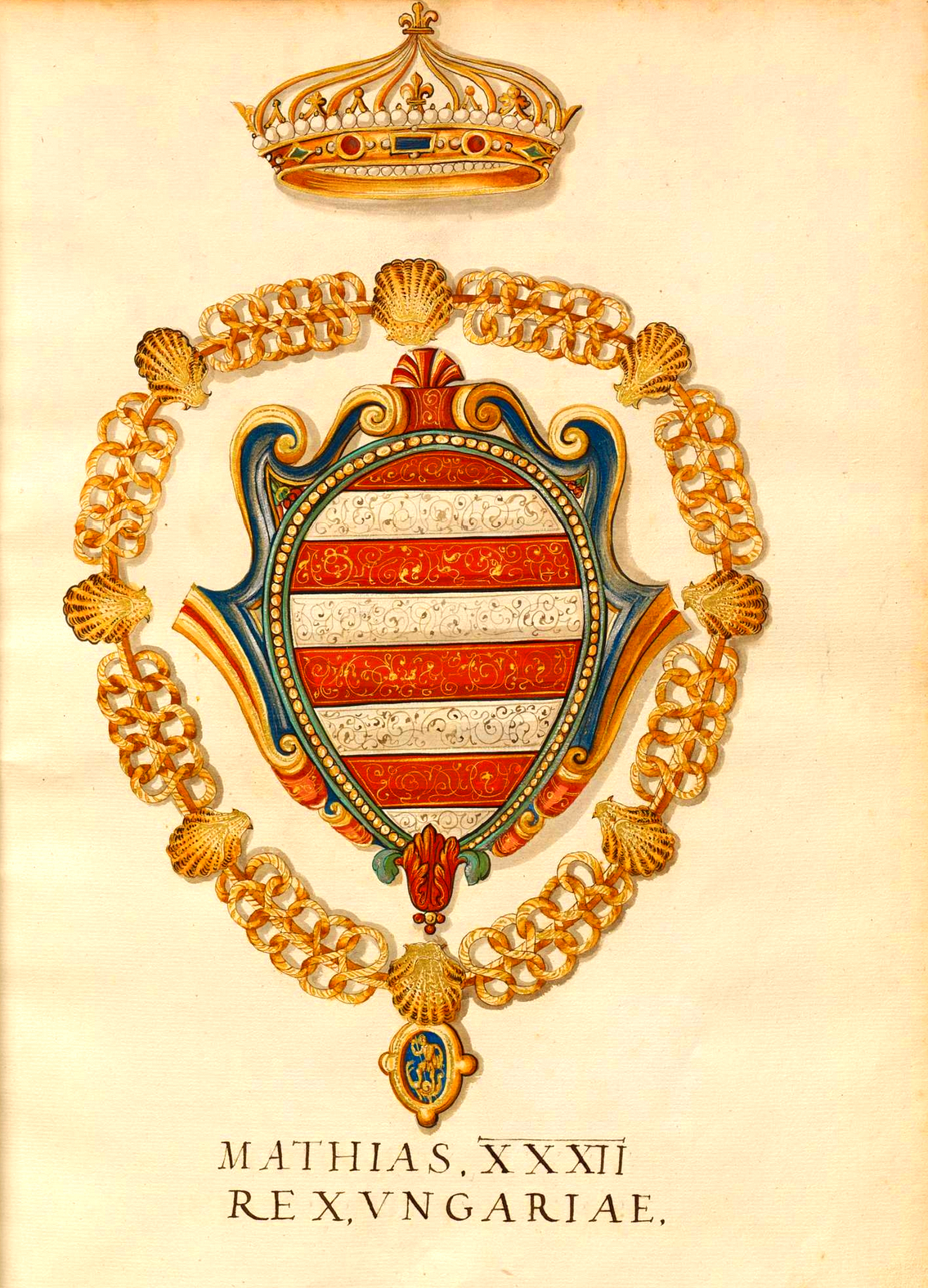
Mátyás címere, Insignia … XV. Insignia equitum Gallici … (1550–1555)

Mátyásnak, aki nem örökösödési jogon került trónra, különösen nagy szüksége lehetett a szabályszerű koronázásra legitimációja, társadalmi elfogadottsága megerősítése érdekében. Ennek ellenére csak a korona visszaszerzése után háromnegyed évvel, 1464. március 29-én kerített sort erre Székesfehérvárott. Egyúttal országgyűlést is hirdetett a koronázóvárosba. Bonfini így írt a korona megérkezéséről: „A követek közhírré teszik s szerte kihirdetik, hogy mindazoknak, akik a most visszaszerzett szent korona iránt áhítattal és tisztelettel viseltetnek, Sopronban három napon át nyílt alkalom adatik arra, hogy lássák és felismerjék. A szomszédos városokból és falvakból megszámlálhatatlan sokaság hömpölygött áhítatos szeretettel; megnézte, felismerte és mélységes tisztelettel hódolt előtte. Azután Budára vitték s a várban helyezték el.”
A koronázás után Mátyás nyomban megkezdte reformjait, személycseréket is foganatosított. Leváltotta Szécsi prímást a főkancellárságról, és helyette két egyenrangú fő- és titkos kancellárt nevezett ki Várdai István kalocsai érsek, és Vitéz János személyében. A kancellária tényleges vezetője azonban nem Vitéz, hanem Várdai lett. Az oklevelek kiállításában a kancellárokon kívül Csezmicei János pécsi püspöknek, azaz Janus Pannoniusnak volt komoly szerepe. 1468-ig ő számított Mátyás legbefolyásosabb tanácsadójának, majd ezt a szerepet Matucsinai Gábor budai plébános kapta meg a királytól. Az 1464-es reform, az elvileg egységes kancellária létrehozása nem igazán volt sikeres. Az uralkodó később, Várdai és Matucsinai kivételével, minden kancellárjával összeveszett.
A király, az igazságszolgáltatás terén is reformokat vezetett be. Az addigi királyi „különös” és „személyes” jelenléti bíróságok felesleges kettősségét megszüntette. Az új bíróság a személynök elnöklete alatt a személyes jelenlét nevét vette fel. A személynök Hangácsi Albert püspök lett, őt 1465-ben egy István nevű prépost, majd Matucsinai Gábor követte. Matucsinai Várdai bíboros halála után 1471-ben kalocsai érsek, és az ország egyik legbefolyásosabb politikusainak egyike lett, bár nem járt egyetemre és humanistának sem számított.
A koronázás előtt két kancellária működött, a nagyobbik a király tanács befolyása alatt áll, a kisebbik független volt az uralkodótól. Mátyás egyesítette a két kancelláriát. A volt királyi tanácsban ülő főpapok és főurak az egységes kancelláriát is befolyásolhatták, ezért ez komoly gesztus volt számukra, miközben a király számos kincstári ügyben szabad kezet kapott. 
A király uralkodása második felére, a két lázadásból fakadó lehetőségeit kihasználva, a kezdetinél jóval nagyobb hatalmat épített ki magának. Erős hatalmából és személyiségéből fakadóan rendszeresen súlyos ellentétei keletkeztek a főpap kancellárokkal. Ennek a következménye is volt az, hogy Beckensloer és Veronai elhagyták, Váradi viszont börtönbe került. A többieket talán a haláluk mentette meg a hasonló sorstól, a királyt túlélő Filipec kivételével.

### Pénzügyi reformok

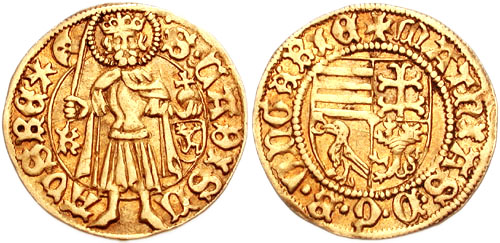
Mátyás aranyforintja Szent László képével és Magyarország címerével
(Felirata: •S•LADISL-AVS REX és +mATHIAS•D•G•R•VNGARIE)

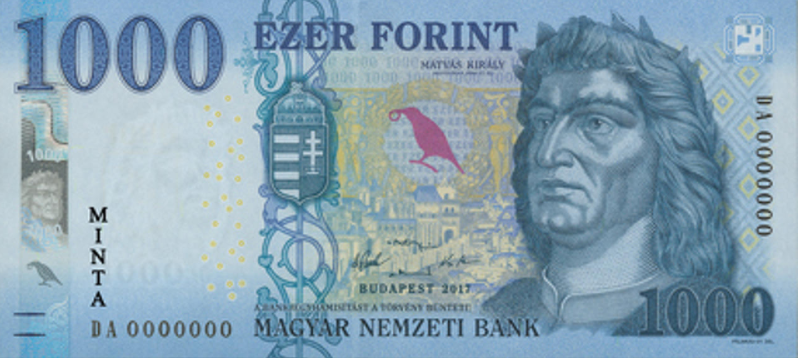
Hunyadi Mátyás portréja az 1000 forintos bankjegyen

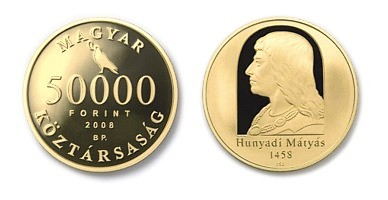
Hunyadi Mátyás trónra lépésének 550. évfordulója alkalmából kiadott, 50000 forint névértékű arany emlékérme, MNB 2008. (tervezte: ifj. Szlávics László)

A legeredményesebb a pénzügyi igazgatás átalakítása volt. Szapolyai Imre főkincstartót Mátyás boszniai kormányzóvá, egyben horvát és szlavón bánná nevezte ki. Az új kincstartó az egyszerű nemes Bessenyői Bertalan lett, aki nem kapta meg a főkincstartó címet, és így nem számított bárónak. Így tudta a király kikapcsolni a pénzügyek intézéséből a nagybirtokosokat, és saját kezébe venni az irányítást.
1464. évi IX. törvénycikk

külföldi sókat nem szabad az országban eladni
Külföldi sókat országunkban és országunk végvidékeiben, azok elvételének büntetése alatt senki se adjon el.
- 1. § Hanem mindenüvé a mi királyi sóinkat kell szállítani.
- 2. § A kik pedig az ilyen külföldi sóknak elvitelét meg nem engedik, azoknak birtokait és javait el kell foglalni s mindaddig megtartani, a mig innen eredt kárainkért eleget nem tesznek

1467-ben Mátyás, Ernuszt Jánost, a tehetséges üzletembert, kikeresztelkedett budai zsidó kereskedőt nevezte ki kincstartónak és egyben udvari lovagnak. Az általa kidolgozott pénzügyi reform lényege az volt, hogy a bevételi forrásokat együtt kezelte (kivéve a koronabirtokok gazdálkodását, amiért a budai udvarbíró felelt), így lehetővé vált áttekinteni a bevételeket és költségvetést készíteni.
Különösen nagy jelentőségű volt a pénzreform. A magyar aranyforintot mindig azonos pénzláb alapján verték, és így értéke állandó maradt. Az ezüstdénárokra azonban ez már nem volt igaz. Mátyás az 1460-as évek második felében az öt pénzverdében (Budán, Kassán, Körmöcbányán, Nagyszebenben és Nagybányán) elkezdte jó minőségű ezüstdénárok veretését, amikre a Madonna képe került, ez a hagyomány aztán évszázadokig fenn is maradt. Mikor 1470-re már kellő mennyiségű új pénz volt forgalomban, három verdében megszüntették a további ezüstpénzek verését, hogy stabilizálják forgalomban levő pénz mennyiségét. Mindez csak áttételesen növelte a kincstár bevételeit, a kereskedelemre gyakorolt jótékony hatáson keresztül. Egészen 1521-ig nem is változott a pénz értéke, azaz száz ezüstdénár ért egy aranyforintot.
Az 1467. évi törvény közvetlenül csak csekély mértékben növelte a királyi bevételeket. Az addigi rendes adót, a kamara hasznát megszüntette az országgyűlés, és „a királyi kincstár adója” név alatt állította vissza. Hasonlóképpen a harmincadvámot ezután koronavámnak nevezték. A névváltoztatás lényege az volt, hogy a korábban adományozott adómentességek így érvényüket vesztették. A királyi bevételek a reform nyomán mégis jelentősen megnőttek, az általános adóteher a korábbi hat-hétszeresére emelkedett.
A bevételek fő forrása az országgyűlés, illetve más esetekben a királyi tanács által megszavazott és a jobbágyságot sújtó rendkívüli adó volt. Bár az adóegységek (jobbágyháztartások, azaz füstök, illetve porták) száma csökkent Mátyás idején, az adó azáltal, hogy olykor évente többször is kivetette, jelentős jövedelmet képezett. Később az egytelkes, addig adómentességet élvező parasztnemesektől is beszedette, igaz, a jobbágyok által fizetett összegnek csak a felét vetette ki rájuk.
Mátyás 1458-tól haláláig, 1490-ig összesen 43 alkalommal vetett ki rendkívüli adót, amely évi átlag 385 000 forint bevételt jelentett. További bevételei közül a legfontosabb a sóból származó jövedelem volt, évente 80 000 forint. A pénzverési és bányajövedelmek 60 000, a harmincad- (korona) vám 50 000, a királyi városok és a szászok rendes és rendkívüli adója 47 000 forintot tettek ki. Az egyéb kisebb bevételek 6000 forintra becsülhetők. Mátyás átlagos évi bevétele eszerint 628 000 forint lehetett – nagy ingadozásokkal. Ezen felül rendszeres jövedelmei voltak még a pápától és Velencétől az 1470-es évekig, a török elleni háborúra kapott összegek, valamint a később elfoglalt cseh és osztrák tartományokból is érkeztek bevételek. Mátyás azonban óvakodott a magyarhoz hasonló adópréssel sújtani a megszállt területeket, ezért ezek a bevételei eltörpültek a magyarországiak mellett.
Ezek a bevételek messze meghaladták az V. László korában beszedetteket. Az éves bevétel maximuma 900 ezer forint körül lehetett. Európai összehasonlításban azonban ez nem volt sok, hiszen például a Francia Királyság bevételei ekkoriban 1 365 000 és 3 345 000 között voltak, Velence pedig 1464-ben 1 020 800 dukát bevételt könyvelhetett el. (A dukát értéke majdnem azonos értékű volt a magyar forinttal.) II. Mehmed oszmán szultán bevételei 1475-ben 1 800 000 dukátot értek el.
Az akkori államkincstár legfontosabb kiadásaihoz, a katonaiakhoz, a – változó létszámú – fekete sereg fenntartásához hasonlítva még inkább relatív a bevételek nagysága. Magyarországon ugyanis 10 000 nehézlovas egy évi zsoldja 360 000, 5000 nehézgyalogosé 120 000 forint volt. (A könnyűlovasok és könnyűgyalogosok zsoldja a fele volt a páncélos katonákénak, havi másfél illetve havi egy forint.) Ez a két tétel olyan években, amikor a hadilétszám fel volt töltve, önmagában elvitte volna a költségvetés felét, ha rendesen kifizették volna. Ezért is volt gyakori a zsold visszatartása, illetve helyette a külföldi zsákmányszerzés a szabadrablás engedélyezése.

### Erdélyi lázadás
1467 tavaszán, a Mátyás által a korábbiakhoz képest többszörösen beszedetett régi és új adók miatt Erdélyben lázadás tört ki, ugyanis az új törvény leginkább az erdélyiek korábbi mentességeit törölte el. Zrínyi Miklós szerint: „Pedig bolondok, nem jól gondolták meg a végét. (...) Szükséges a királynak az adó, főképpen az olyan királynak, mint Mátyás volt. Mert nincs a népeknek nyugalmuk hadsereg nélkül, nincs hadsereg zsold nélkül és zsold adó nélkül. És Mátyás király sem bolond épületekre, sem eszelős költséges vendégségekre, sem bolondok gazdagítására nem költötte az ország jövedelmét, hanem hazája megmaradására, dicsőítésére és öregbülésére. Kicsoda nem kívánná a maga értékeivel segíteni a királyt?” 
Erdélyen kívül Temes megyében, a Bácskában, a Felvidék keleti részén és másutt is voltak harcok. Az erdélyi „három nemzet” (magyar megyék, szász és székely székek) vezetői kolozsmonostori találkozójukon 1467. augusztus 18-án szövetséglevelet írtak alá. Ebben kijelentették, hogy egész Magyarország szabadsága érdekében fognak össze a király ellen. Vezetőiknek Szentgyörgyi és Bazini János és Zsigmond grófokat, valamint Ellerbach Bertold vajdát, továbbá (Szapolyai) Imre és István szepesi grófokat választották meg. Erdélyben harcedzett lakosság élt, ezért a lázadás különösen fenyegető veszélyt jelentett a király számára, a hozzá közel álló Szapolyai Imre hűtlensége pedig személyesen is érintette.
Mátyás a bizonytalan helyzetekben mindig erélyesen cselekedett. Ezúttal is azonnal mozgósította katonai egységeit és Erdélybe indult. A királyi haderő megérkezése után a lázadók szinte harc nélkül szétoszlottak. A vajdák meghódoltak, és bár tisztségüket elvesztették, büntetésben nem részesültek, sőt hamarosan újra megjelenhettek a királyi tanácsban is. Mátyás láthatóan tartott a nagyurak szolidaritásától.
A lázadás köznemesi magyar, szász és székely vezetői között azonban volt, akit karóba húzatott, tüzes fogókkal marcangoltatott. A szerencsésebbek sorsa a lefejezés volt. Sokuk Lengyelországba menekült, birtokaikat Mátyás természetesen elkoboztatta. Kollektív büntetésként 100 forintról 66 forintra csökkentette az erdélyi nemesség vérdíját, amit meggyilkolásuk esetén a bűnösnek kellett fizetni. (A szűkebben vett Magyarországon ez 200 forint volt.)

### A Vitéz János-féle összeesküvés
Mátyás belpolitikájának szerves része volt a vezető tisztségekben szolgáló személyek gyakori cseréje. A király és Vitéz János prímás családja, környezete között elsősorban emiatt romlott meg a viszony 1470-től. Emellett a király, főleg a hadi szükségletei fedezésére, a pápa hozzájárulásával megadóztatta az egyházat és az esztergomi érsek jövedelmei egy részét is lefoglalta. A személyi és pénzügyi ellentétek mellett külpolitikai jellegűek is keletkeztek, mivel Vitéz János és unokaöccse, Janus Pannonius korábban a cseh háború szószólói voltak, Ulászló cseh királlyá választása után azonban az ellen fordultak. A királyi tanács ülésén egyes visszaemlékezések szerint a király egy vita hevében meg is pofozta Vitézt.
Vitéz és Janus Pannonius 1471 tavaszán léptek az aktív összeesküvés mezejére. IV. Kázmér lengyel király Ulászló utáni második fiát, Kázmér herceget akarta meghívni magyar királynak, mivel egy lengyel–cseh–magyar szövetségben látták az esélyt a török ellen. Ehhez az ország közvéleményétől nagy támogatást remélhettek, állítólag a főurak, a nemesség és a megyék nagy többsége mellettük állt, főleg az adóztatás miatti elégedetlenség illetve a török veszéllyel szemben táplált félelem miatt.
Mátyás kémhálózata révén Csehországban szinte azonnal értesült terveikről. A király a hozzá ekkoriban hűséges Újlaki tanácsára úgy tett, mintha nem tudna az összeesküvésről. Csapataival visszatért Magyarországra, majd szeptember 1-jére országgyűlést hívott össze. Közben Vitéz megbízottai Krakkóban tárgyaltak Kázmér királlyal.
A seregével az országban tartózkodó király helyzete szükségképpen megerősödött. Az országgyűlésre 1463 óta először meghívta az összes nemest. Az ott beterjesztett, majd szeptember 18-án elfogadott törvények számos sérelmet orvosoltak. Mindez megfordította a közhangulatot. Szeptember 21-én 10 főpap (Vitéz, Janus és Tuz Osvát kivételével mindegyik), valamint 36 báró nyilvánította ki írásban Mátyáshoz való hűségét. Kázmér herceg csak október elején indult el lengyel seregével Magyarországra, és bár Vitézék megnyitották előtte Nyitra várát, Perényi Miklós és Rozgonyi János országbíró meg néhány északkeleti erősséget, a támadás kudarcba fulladt.
December 19-én Vitéz is kiegyezett Mátyással, Janus Pannonius pedig elmenekült. A király aztán megszegve az egyezséget, 1472. március 1-jén fogságba vetette Vitézt. Az érsek Beckensloer János felügyelete alatt házi őrizetbe került Esztergomban, majd 1472. augusztus 9-én meghalt. Utóda Beckensloer lett, aki a fő- és titkos kancellári tisztséget is megkapta.

### Belpolitika az összeesküvés leverése után
A Vitéz-összeesküvés bukása alapvetően megszilárdította a király hatalmát. Korábban Mátyás igyekezett minél több bárót bevonni a kormányzatba, támogatói körének kiszélesítése érdekében, ettől kezdve erre nem volt szüksége. Azonban továbbra is óvatosan bánt velük. A korabeli uralkodóktól eltérően egyetlen magyar főurat sem juttatott vérpadra, még a lázadókat sem, pedig a köznemesek közül sokakat kegyetlenül kivégeztetett.

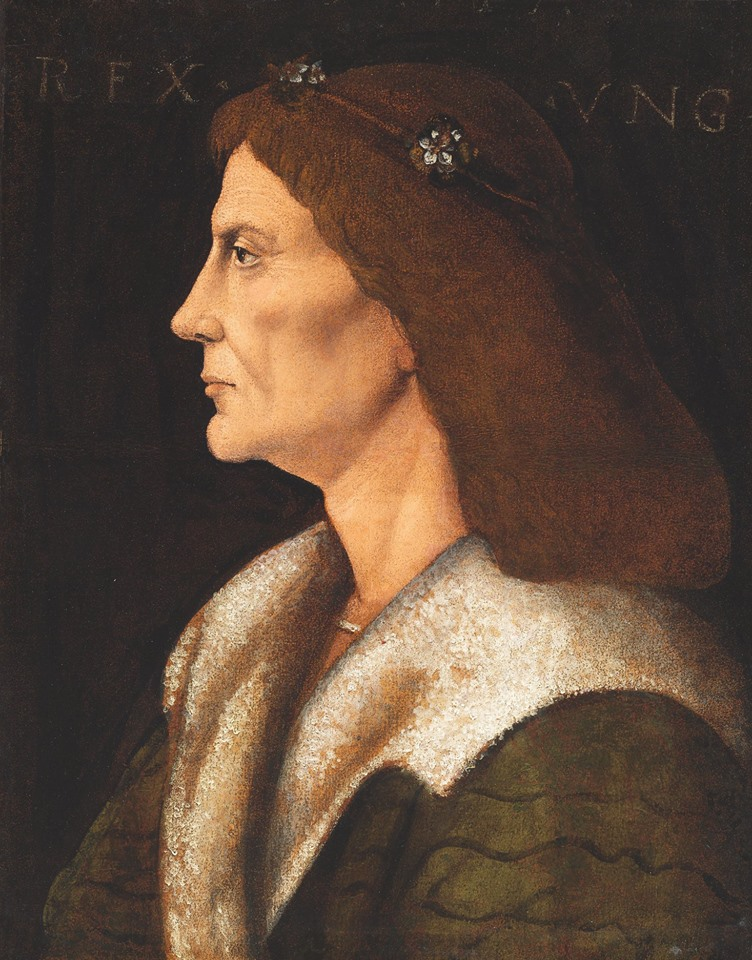
Mátyás király 16. századi portrémásolata, budapesti Szépművészeti Múzeum

A király megerősödött hatalmi helyzetét jól tükrözi kinevezési gyakorlatának változása. 1471 őszéig, kereken 14 év alatt 61 személy fordul elő „igazi báróként”, 1471 őszétől a király haláláig, 19 év alatt csak 38. Ez mutatja, hogy kevesebb nagyúr beleegyezését kellett megnyernie tervei valóra váltásához.
Ami azt a később elterjedt értékelést illeti, hogy Mátyás a köznemesekre támaszkodott a nagyurakkal szemben, ez nem igazolható. A legnagyobb nyomást az urakra azzal lehetett gyakorolni, ha az országgyűlésre a teljes nemességet egyenként meghívták, hiszen ha csak választott követek képviselték őket, azok kiválasztásába már beleszólhattak és bele is szóltak a nagybirtokosok. Mátyás azonban, bár nagyon sok országgyűlést tartott, mindössze ötre hívta meg a teljes nemességet, ebből pedig három a koronázása előtti időre esik, amikor helyzete még nem volt szilárd.
A Vitéz-féle összeesküvés leverése utáni országgyűlés különleges volt. Itt a bárók is – hűségüket bizonyítandó – addig nem látott számban jelentek meg és a nemességet is teljes számban meghívták. Igazolni kellett ugyanis a lengyel trónkövetelő számára, hogy az ország egész nemessége, a maréknyi összeesküvő kivételével, Mátyás mellett áll. Ezután már csak egyszer, 1475-ben került sor a teljes nemesség meghívására, sőt ekkor a királyi városok követeit is meghívták. Ekkor ugyanis, Mátyás boroszlói „táborozása” után, újra bizonyítani kellett a király erejét, hiszen a boroszlói kalandtól a hazai nagyurak egy része vereséget és Mátyás hatalmának megroppanását várta.
A király uralkodása második felében ritkábban tartott országgyűlést, azaz ritkábban fordult a köznemességhez, és gyakrabban elégedett meg a nagyurak egyetértésével. Időnként meg sem jelent az országgyűlésen, mert külföldön volt, és csak megbízottai képviselték. Végső soron azonban Mátyás több országgyűlést tartott, mint korábban bármelyik magyar uralkodó.

### Az 1486-os országgyűlés és törvénykönyv
1485 karácsonyára a király elvileg nádorválasztásra hívta össze a rendeket, bár ehhez nem volt feltétlen szükséges az országgyűlés. Mátyás ekkor már szisztematikusan igyekezett biztosítani törvénytelen fia, Corvin János örökösödését. Az 1486-os nádori cikkelyek ezért foglalkoznak részletesen a nádor királyválasztási szerepével. Nádornak ekkor Szapolyai Imrét választották meg, ő azonban rövidesen meghalt, 1487. szeptember 12-én temették el. Újabb nádort már nem választatott Mátyás, hanem Nagylucsei Orbán püspök kincstartót bízta meg a nádor előtt folyó ügyek bírójának, így aztán ő elnökölt az 1490. évi királyválasztó országgyűlésen.
Az 1486-os országgyűlés fogadta el Mátyás király örök érvényűnek szánt törvénykönyvét. A király ezt kétszer is kinyomtattatta külföldön, így az akkor még teljesen új könyvnyomtatást is felhasználta a terjesztésére. Először 1488-ban, Lipcsében jelent meg. Mátyás a törvény bevezetésében hangsúlyozza a törvények fontosságát, ami egyfajta önkritikaként is értelmezhető. A továbbiakban kiemeli, hogy a háborúk miatti távollétei alatt nem tudott eléggé foglalkozni az ország belső helyzetével, ezért felborult a rend az országban, sok a bűntény, ezért helyre kívánja állítani a rendet és nyugalmat az országban.
A 78 cikkelyből álló törvénykönyv alkalmas lehetett a jogrend erősítésére. Főként a bíráskodást és a perjogot szabályozta. Magába foglalta az előző királyok rendelkezéseit és összegyűjtötte a hazai bírósági gyakorlat szabályait is. De fontos elvi tételeket is kimondott: többek között azt, hogy az uralkodó szokásjog (consuetudo regni) helyébe örökös érvénnyel az írott jog (ius scriptum) lép. Érvényesült benne a király törekvése a nemesek befolyásának erősítésére, de nem hagyta figyelmen kívül a nagyurak érdekeit sem. Túlzó az a korábbi történészi értékelés, miszerint a király csak a köznemességre akart támaszkodni.
II. Ulászló Mátyás halála után már két évvel új törvénnyel váltotta fel ezt a dekrétumot, ez azonban nagyrészt egyszerűen átvette az 1486-os szöveget, így annak tartalma valóban tovább élt. A módosítások inkább a nagyurak érdekeit domborították ki, de ez nem volt annyira egyértelmű, amint azt korábban hangoztatták.

### Uralkodói tekintélye, módszerei
A társadalmi mobilitás is egy eszköz volt Mátyás kezében, amit hatalma megszilárdítása érdekében tudatosan javított.
Nem szakított ugyan a bárói renddel, amit örökölt, de uralkodása végére az arisztokrácia fele kicserélődött. Igen sok bárót bevont a kormányzásba, úgy, hogy udvari méltóságokhoz juttatta őket. Kezdetben egy méltóságra több embert is kijelölt, és őket folyamatosan cserélgette.
Több, mint két tucat országgyűlést tartott uralkodása során, amelyek arra nagyon jók voltak, hogy a rendek elégedetlenségét lecsillapítsák. Azokat a törvényeket, amelyek a királyi hatalom túlkapásait akarták korlátozni, szentesítette ugyan, de nem tartotta be.

## Mátyás király külpolitikája és háborúi

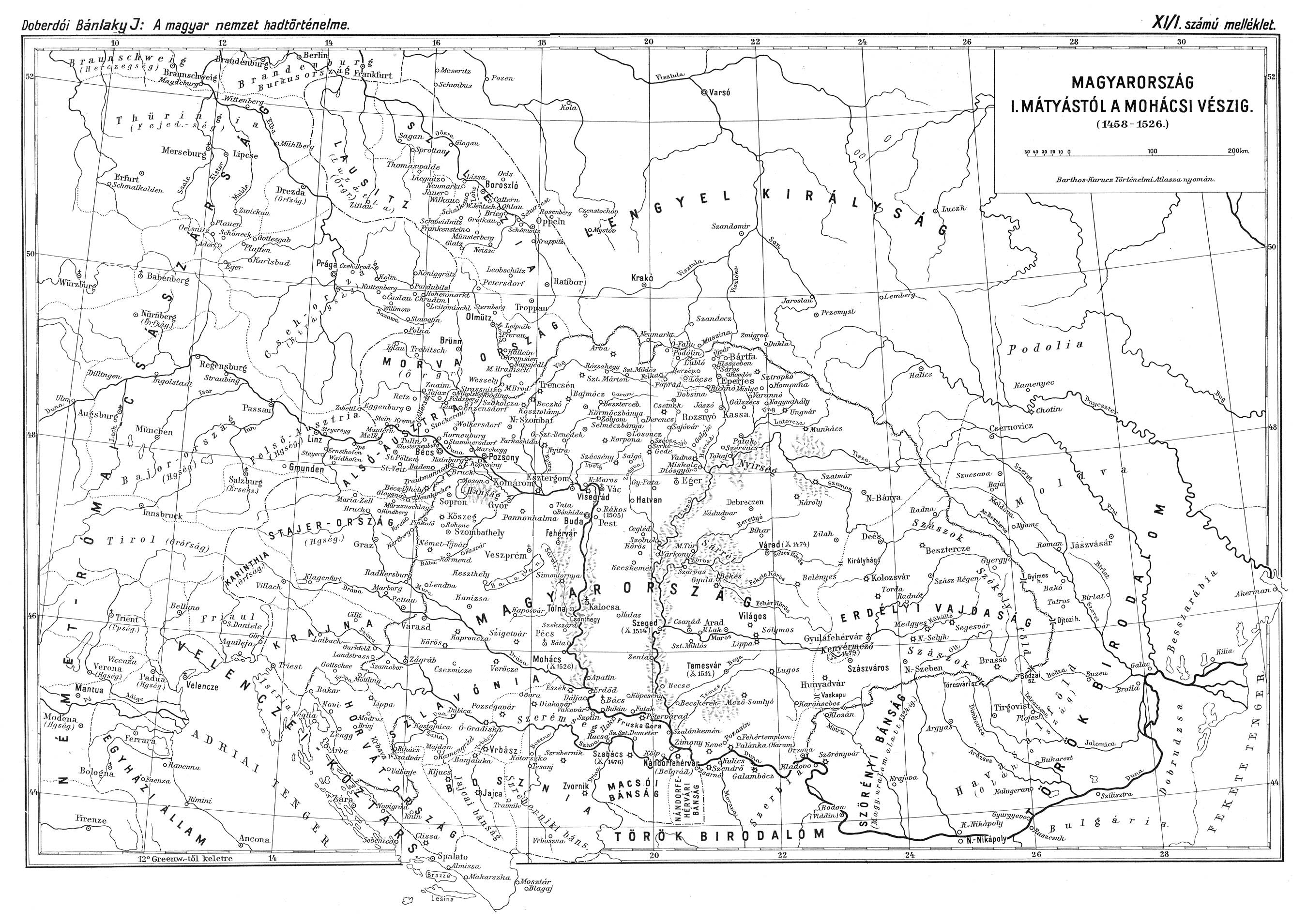
Magyarország és környéke Mátyás idején

Mátyás külpolitikája is a hazai királyi hatalmának biztosítása körüli küzdelmek szerves folytatásaként fejlődött ki. Hatalmi vetélkedése Podjebrád Györggyel, illetve III. Frigyessel kezdetben önvédelem volt, majd az egész ország hatalmának növelését célozta. Mindkét fő partnere hozzá hasonlóan rugalmasan váltogatta szövetségeseit és ellenfeleit saját hatalmi céljai érvényre juttatása érdekében.
Szakály Ferenc szerint Mátyás részéről a cseh korona egyes országainak ill. bizonyos osztrák tartományok elfoglalása szoros összefüggésben volt a török elleni védekezéssel. Mátyás ugyanis – apja tapasztalati alapján – felismerte, hogy a török elleni védelem csak akkor lehet sikeres, ha „Állandó, őrséggel jól megerősített végvári vonalat tart fenn a határ legfontosabb pontjain és emellett egy állandóan fegyverben álló, mozgó hadsereget a várak támogatására és a végvári vonal réseinek eltorlaszolására."
Azonban pontosan ezen, Magyarországnál fejlettebb tartományok birtoklása Mátyás „uralkodásának és külpolitikájának Magyarország számára alighanem végzetes belső ellentmondása: hogy hadsereget tarthasson, birtokolnia kellett ezeket a tartományokat, hogy ezeket bírhassa, szinte állandóan ott és azokért kellett hadakoznia. E hadsereggel időről időre ellensúlyozhatta a török törekvéseit, de a hadsereg fenntartásának szükségletei egyszersmind bénították saját déli hadi tevékenységét is, hiszen ha hadseregét délnek fordítja, könnyen elvesztheti magának a hadsereg állításának bázisát. E végletek között őrlődik a mátyási külpolitika, amelyet már csak azért is nehéz megítélni e vonatkozásaiban, mert nem volt meg a szükséges kifutása.”
Az, hogy Mátyás halála után milyen gyorsan elvesztek a nyugati tartományok, nagyon jól mutatja, hogy mennyire indokolt volt megtartásuk érdekében annyit hadakoznia értük. A török elleni hadviselés helyett a nyugaton vívott háborúk kényszerét fejezi ki Szerémi György krónikájában a király kifakadása, amikor Szendrő ostromát kellett abbahagynia arra a hírre, hogy a „betört a német a Dunántúlra”: „Ó, gaz németek! Milyen szerencsét, a kereszténységnek milyen hasznát veszítem el miattatok!” .
Mátyás tehát felismerte, hogy Magyarország egymagában nem „képes azokra a katonai erőfeszítésekre, amelyek a törökökkel szemben megvédhetik. Valamilyen módon biztosítania kell, hogy más országok is részt vállaljanak a magyar honvédelmi költségekből. Mivel pedig erre önszántából, mint korábbi és későbbi évek tapasztalatai egyaránt bizonyítják, egyetlen ország sem volt hajlandó, rá kell kényszeríteni a teher átvállalására." Ezért talán a király távlati céljaiban szerepelhetett a német-római császári cím megszerzése, ami magyarázhatja a cseh királyi címért tett erőfeszítéseit is (a cseh királyok ui. választófejedelmek voltak).

### Csehországi politikája, háborúi
V. László halálakor Mátyás Prágában Podjebrád kormányzó őrizetébe került, aki szabadulása fejében megígértette a 15. évét sem betöltött fiúval, hogy később feleségül veszi az akkor kilencéves Katalin lányát. Mivel Mátyásnak továbbra is érdekében állt e kapcsolat erősítése, a házasság 1463. május 1-én létre is jött, de Katalin még 1464 tavaszán, 15 éves korában meghalt gyermekszülésben.
A cseh és a magyar fél közötti, eddig is fennálló érdekellentétek ezután tovább éleződtek. A cseh király nem támogatta eléggé Mátyást a felvidéki cseh zsoldosok illetve III. Frigyes ellenében. A pápa ugyanakkor megtérése ellenére huszitának tartotta a cseh királyt, ezért a megbuktatásán munkálkodott. Mátyás már 1465-ben jelezte készségét pápai támogatás fejében mind a csehek, mind a török elleni harcra.

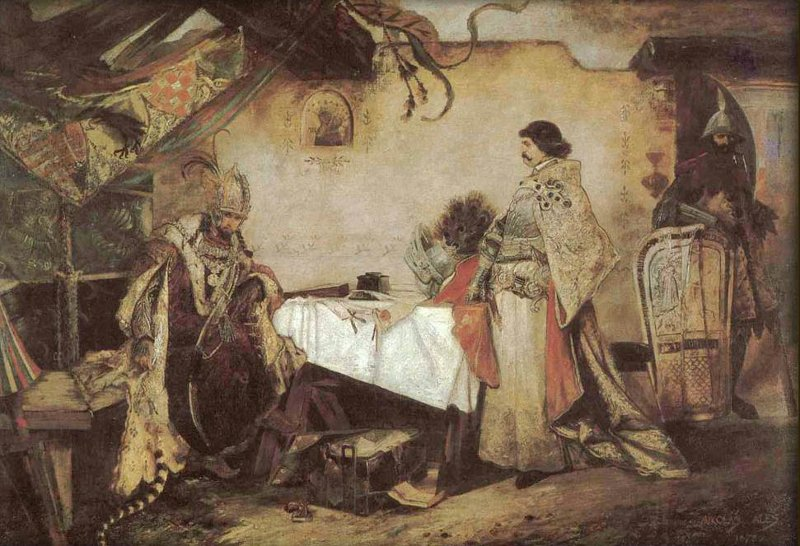
Mikoláš Aleš: Mátyás és Podjebrád György találkozása

1468 tavaszán a cseh király fia, Podjebrád Viktorin morva főkapitány támadást indított III. Frigyes ellen. A császár segítséget kért fogadott fiától, Mátyás királytól. A magyar királynak a belpolitikai helyzete is nehéz volt, ezért is döntött a háború mellett. Antonio Bonfini ezt így fogalmazta meg: „Hogy otthon nyugodtan élhessen, háborút támasztott külföldön.”
Mátyás azonban rosszul mérte fel a helyzetet. A cseh háború ettől kezdve egy évtizedig kötötte le az ország erőit, és a király szinte semmit nem kapott a III. Frigyes által erre a célra ígért pénzből. A Podjebrád-ellenes cseh katolikus úri liga gyengébb, az ekkoriban Európa legjobb katonáinak számító cseh királyi sereg pedig erősebb volt várakozásainál. A cseh háborúnak azonban volt kedvező hatása is az országra: Mátyás foglalkoztatni tudta a zsoldosait (akik nagyrészt ugyancsak csehek voltak), és ekkoriban a háborúk bizonyos fokig el tudták tartani magukat, illetve a részt vevő seregeket, mivel azok nagyrészt a zsákmányolásból éltek. A győztes csaták, ostromok a bárók számára is jövedelmet biztosítottak bandériumaikon keresztül.
Katonailag a háború vegyes eredményeket hozott. 1468 májusában Mátyás elfoglalta Třebíčet Morvaországban, de maga is megsebesült. Chrudim ostrománál 1469 februárjában a király a hagyomány szerint álruhában indult felderítésre, el is fogták, de álruhája miatt elengedték. Itt jelent meg először a később oly elterjedt legenda az álruhás királyról. Az viszont tény, hogy Vilémovnál a cseh király csapatai bekerítették Mátyás erőit. A magyar uralkodó ekkor találkozót kért Podjebrádtól, amit meg is tartottak egy kunyhóban, fegyverszünetben, valamint egy újabb, olmützi találkozóban állapodtak meg. Podjebrád német birodalmi választófejedelemként vállalta, hogy támogatja Mátyást a pápa és a császár által már megígért megválasztásában római királlyá, ami a német-római császári cím elnyeréséhez vezető lépcsőfok volt. Cserébe Mátyás vállalta volt apósa kibékítését a Vatikánnal. Mindkét fél lehetetlent vállalt, mert a római királyi címet III. Frigyes ekkor már Merész Károly burgundi hercegnek szánta, a pápa pedig semmiképp sem volt hajlandó engedményt tenni a huszita királynak. Mindenesetre Mátyás ezzel ki tudott bújni a szorult katonai helyzetéből.
1469. május 3-án a katolikus cseh rendek Mátyást az olmützi székesegyházban megválasztották cseh királynak. Ezzel az országnak két királya lett, a megegyezés lehetősége kettőjük között megszűnt. Mátyást a cseh katolikus rendek mellett a katolikus melléktartományok, Morvaország, Szilézia és Lausitz fogadták el királyuknak, továbbá a főként német ajkú városok (elsősorban Boroszló). A frontok megmerevedtek.
1471 márciusában meghalt Podjebrád György cseh király, a cseh rendek azonban nem a cseh királyi címet már viselő Mátyást, hanem IV. Kázmér lengyel király legidősebb fiát, az ekkor 15 éves lengyel Jagelló Ulászlót választották meg a helyébe. E kudarc nyomán és nagyrészt a cseh háború miatti súlyos hazai adóterhek okán robbant ki a Vitéz János vezette felkelés Mátyás ellen. Az új helyzetben ugyanis, mivel Csehországnak hithű katolikus uralkodója lett a huszita Podjebrád helyett, Mátyás cseh háborúja minden legitimitását elvesztette, 1471 bár május 28-án Lorenzo Roverella pápai legátus Jihlavában Mátyást is megerősítette cseh királyi címében.
1477-ben a gmunden-korneuburgi béke értelmében Frigyes császár is Mátyást ismerte el cseh királynak, a hagyományos hűségesküt is letétette vele. Ezután Ulászló és Mátyás is újra tárgyalásokat kezdett, s 1478-ban megkötötték az olmützi békét, amelyet 1479. július 21-én ratifikáltak ünnepélyesen. Ez megerősítette a status quót, amelynek értelmében kölcsönösen elismerték egymás cseh királyi címét, Mátyás megtarthatta Morvaországot, Sziléziát és Lausitzot, a szűkebb értelemben vett Csehország (Bohémia) pedig Ulászló kezén maradt. Ulászló a béke értelmében csak Mátyás halála után válthatta vissza területeit 400 ezer aranyforintért.
A választófejedelem Ulászló maradt, de Mátyás mindezzel megtette az első lépést annak megszerzése érdekében is. A hadsereg külföldön tartása ugyanakkor előnnyel is, hátránnyal is járt. A zsold maga nagyarányú aranykiáramlást eredményezett, annak „kiegészítése” viszont nem Magyarországot pusztította.

#### A sziléziai hadjárat 1474

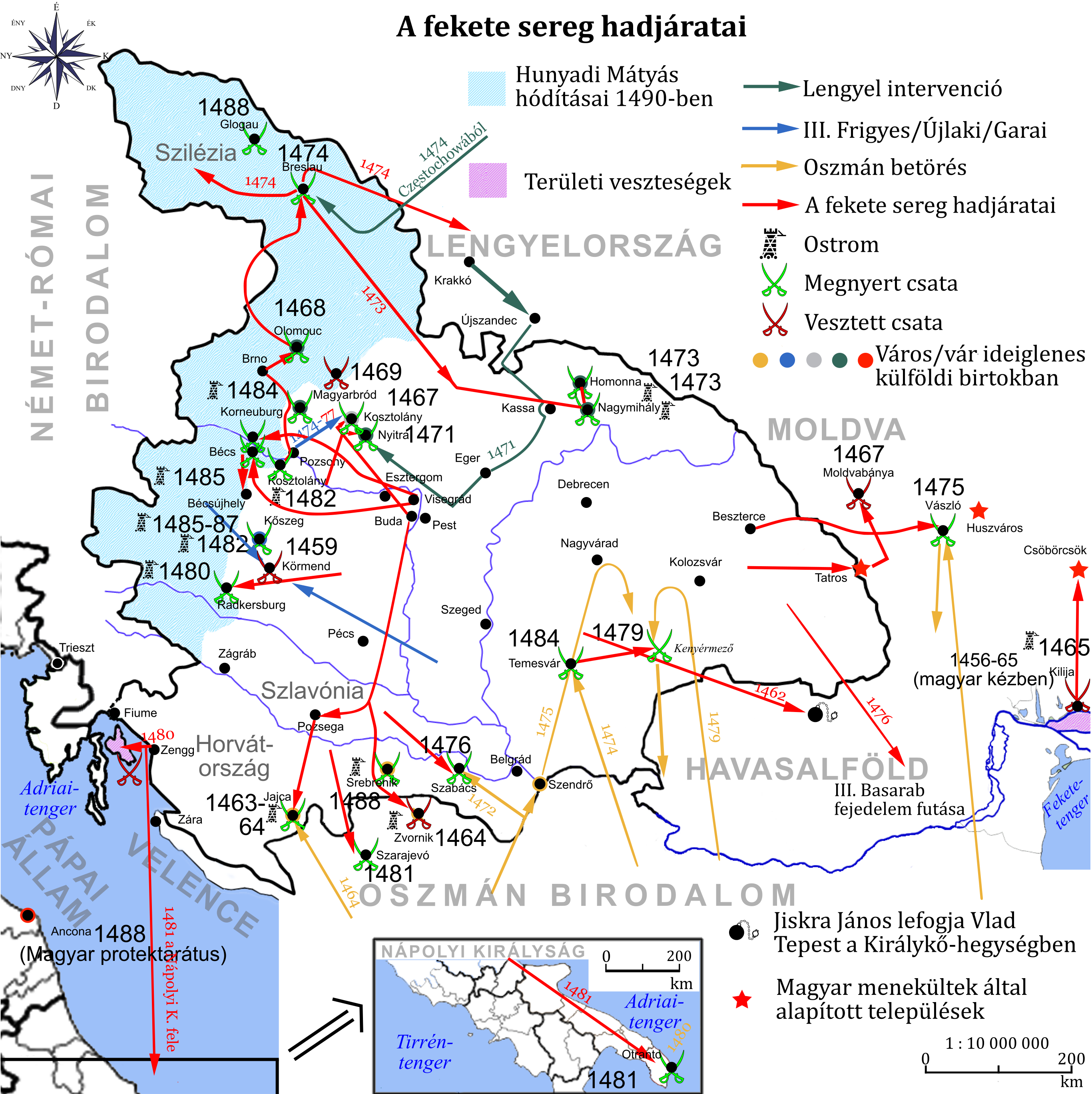
Mátyás király hódításai

Az Vitéz-féle összeesküvés leverése után Mátyás szerette volna presztízsveszteség nélkül lezárni az értelmetlenné vált és hatalmas pénzeket követelő cseh háborút. Diplomáciai tárgyalásai azonban sikertelenek maradtak, sőt III. Frigyes 1473-ban a német birodalmi gyűlésen támogatást kért a magyar uralkodó ellen. 1474 februárjában ugyan sikerült békeszerződéssel lezárni a Vitéz-féle összeesküvés óta formailag fennálló lengyel háborút, sőt egyúttal Ulászló cseh királlyal is hároméves fegyverszünet köttetett.
A csehek és a lengyelek azonban ezt csak figyelemelterelésnek szánták, mert közben háromoldalú szövetségről tárgyaltak III. Frigyessel Mátyás ellenében. Meg is állapodtak a Magyarország elleni közös háború menetrendjében, a császár azonban időközben súlyos konfliktusba keveredett Merész Károllyal, és ezért nem tudott részt venni a támadásban.
IV. Kázmér lengyel és fia, Ulászló cseh erői azonban a császáriak nélkül is, sőt külön-külön is jóval nagyobbak voltak Mátyásénál. A magyar király Boroszlóban készült fel a védekezésre. Haditerveinek lényege az ellenség kiéheztetése volt, ami tökéletesen sikerült. Mátyás könnyűlovassága a felperzselt föld taktikája jegyében végigpusztította Sziléziát, hogy a támadóknak ne maradjon élelmiszer. Két hadvezérét, Szapolyai Istvánt és Kinizsi Pált pedig elterelő hadműveletként Lengyelország más részeinek megtámadására küldte. Elrendelte, hogy a sziléziai falvakat Boroszló tágabb környékén ürítsék ki, a lakosság minden ingóságával vonuljon a városokba, az élelmiszer-készleteket pedig Boroszlóba szállíttatta. A falvakat ezután felgyújtották (egyébként akkor is ez lett volna a sorsuk, ha a lengyel király csapatai foglalják el azokat).
Mátyás összesen 8–10 ezer zsoldossal, a később fekete seregnek nevezett csapatokkal érkezett Boroszlóba, de csapatai nagy részét portyára küldte, csak néhány kisebb részük sáncolta el magát a városban. Mintegy ezer elemből álló szekérvárat is építtetett a városközpont közelében, erős tüzérséget is állított. Vele szemben csak a lengyel király serege mintegy 50 000 főből állt; litvánok, mazurok, oroszok, lengyelek indultak augusztus 12-én öt nagy oszlopban, öt szekérvárral, Szilézia felé, de csak szeptember végén érték el a határt. Mátyás mindössze kétezer lovast küldött a zaklatásukra.
Az utánpótlási nehézségek hamarosan éreztetni kezdték súlyos hatásukat. Élelmiszert helyben nem találtak, a távolabbról küldött szállítmányokat pedig a portyázó magyar csapatok rendre elfogták, elpusztították. Végül az ostromlók teljesen demoralizálódtak. Az elkeseredett csehek november 19-én felgyújtották táborukat, és a tűzvész átterjedt a lengyel állásokra is: mintegy négyezer szekér égett porrá. Mátyás király hadműveleti művészete teljes sikert aratott a később „boroszlói táborozásnak” is nevezett hadmozdulatokban. A világtörténelemben ritka módon az ostromlók kértek békét az ostromlottaktól. 1474. december 8-án Mátyás és Ulászló három évre szóló fegyverszünetet kötött, amelynek érvényét Kázmér királyra is kiterjesztették. Mátyás uralkodásának egyik legnagyobb katonai sikerét érte el, mégpedig tulajdonképpen nagyobb szabású katonai összecsapás nélkül.

### Ausztriai háborúi

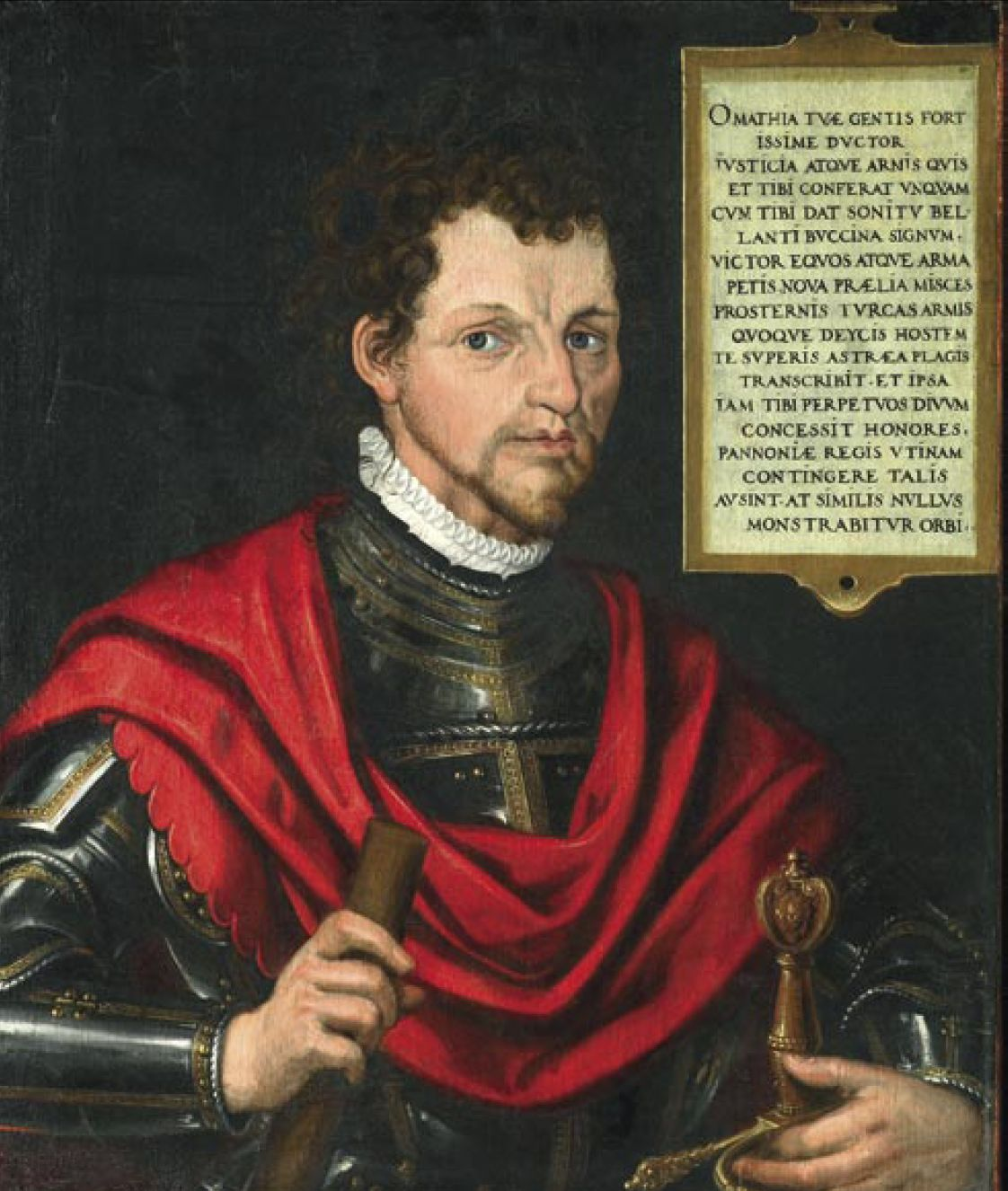
Egy kevéssé ismert Mátyás-portré, ismeretlen reneszánsz mester műve

A cseh–magyar megbékélés nem javította Mátyás és III. Frigyes viszonyát. További súlyos gondot okozott, hogy 1476 tavaszán Beckensloer János esztergomi prímás, fő- és titkos kancellár Frigyeshez szökött, magával víve hatalmas vagyonát is, amit a császár rendelkezésére bocsátott. A magyar király előtt egyetlen lehetőség maradt, a háború. A királyi tanács támogatta a tervét; állítólag mindössze a török elleni harcot előtérbe helyező Báthori István erdélyi vajda, valamint a béke mellett álló főpapok ellenezték a hadüzenetet. A háborús párt vezére Kinizsi Pál volt, aki azzal érvelt, hogy Beckensloer szökése, valamint a császár által viselt magyar királyi cím szégyenletes az ország számára. A többség végül lelkesen megszavazta a háborút, amiből nagy zsákmányt is reméltek.
Mátyás 1477. június 12-én hadat üzent III. Frigyesnek. A magyar sereg szinte „villámháborút” folytatva elfoglalta egész Alsó-Ausztriát, és betört Felső-Ausztriába is, Bécset pedig ostromzár alá vette. Közben IV. Szixtusz pápa béketárgyalásra szólította fel a feleket, és nem ismerte el II. Ulászló beiktatását a Cseh Királyságba. Az 1477. december 1-jén megkötött gmunden-korneuburgi békében a magyar király megelégedett 100 000 forint hadisarccal. Mátyás cseh királyként letehette a hűbéri esküt a császárnak, és a pénz feléhez is hozzájutott, a maradék 50 000 forint azonban végleg kifizetetlen maradt.
A béke azonban sok fontos kérdést nyitva hagyott és nem ígérkezett tartósnak. III. Frigyes Beckensloert szerette volna a rendkívül fontos salzburgi érseki posztra kinevezni, amelyhez nagy területek, még stájerországi várak és városok is tartoztak. A hivatalban lévő salzburgi érsek ekkor Bernhard von Rohr, Mátyás szövetségese volt, és segítségért is fordult hozzá. Cserébe 1479-ben átadta neki stájer, karintiai és krajnai birtokait. Mátyás serege így bevonulhatott Potolyba (Ptuj), Regedébe (Bad Radkersburg) és Fölöstömbe (Fürstenfeld). 1481-ben az érsek még magát Salzburgot is át akarta játszani a magyarok kezére, de ezt a helyi polgárság megakadályozta. Hasonlóképpen jutott Mátyás kezére a passaui püspök révén Sankt Pölten és a Duna menti Mautern is, Bécstől nyugatra.
1479-től a gyakorlatban már újra hadiállapot volt közöttük, de Mátyás csak 1482-ben üzent formálisan újra hadat III. Frigyesnek. Ez a háború nem haladt olyan gyorsan, mint az előző; városokat, várakat kellett megostromolni, illetve védőiktől megvásárolni. Bécs elfoglalása 1485. június 1-jén azonban döntő fordulatot jelentett, hiszen a német császár fővárosa került Mátyás kezébe. Maga a birodalom is küldött csapatokat visszavételére, de ez nem sikerült. 1487. augusztus 17 -én a magyar király a császár kedvenc városába, Bécsújhelybe is bevonult. Ezzel Mátyás Krems kivételével egész Alsó-Ausztriát, valamint Stájerország és Karintia keleti részét is elfoglalta. A magyar király rövidesen felvette az osztrák hercegi címet is és tartománygyűlést hívott össze. Ezután már Mátyás haláláig gyakorlatilag nem változott a hadi helyzet: a háború kifulladt, csakúgy, mint a cseh háborúban Morvaország, Szilézia és Lausitz elfoglalása után.
Az osztrák háborúkban elért sikerei azonban végső soron nem segítették nagy terveinek megvalósítását, olyan nemzetközi pozíciók kiépítését saját maga és Magyarország számára, amelyek révén nagyhatalmi helyzetből, sikerrel vehette volna fel a harcot a törökkel szemben. Ebben a korban már növekedett a nemzetközi közvélemény szerepe. Mátyás sokáig sikeresen tudta alakítani a magáról külföldön kialakult képet, de fő ellenfele, III. Frigyes is mesterien bánt a mértékadó közvéleménnyel. Mátyás politikája miatt az Európát védő, törökverő hős róla alkotott képe elhalványult, a Vatikán és Velence bizalmát elvesztette. Ausztria elfoglalása miatt III. Frigyes az ébredező német nemzeti érzelmeket a magyar király ellen fordította. 1486-ban egy levelében ezt írta: „a magyar király bennünket, tartományainkat és alattvalóinkat, amelyek a német nemzet kapui és pajzsai a hitetlenek és idegen nemzetek ellen”, hosszú évek óta támad; a következő évben pedig azt, hogy Mátyás „alacsony származású és a németek különleges ellensége és gyűlölője”. Persze Mátyás is leírt olyanokat valakiről, hogy az illető „német, tehát a magyarral eleve ellenséges vérből” származik. Ezzel a propagandával III. Frigyes meg tudta akadályozni, hogy Mátyás szövetségest találjon a német fejedelmek között, kizárta annak lehetőségét, hogy elnyerje a római királyi címet és ezzel a német-római császári korona várományosa lehessen.

### A török elleni harcai

Európa Mátyás király uralkodásának végén

Mátyás királlyá választásában nagy szerepe volt annak, hogy a – sikereinek korlátozottsága ellenére – „törökverőnek” számító Hunyadi János fiaként a török veszedelem elleni aktív küzdelmet várták tőle Magyarországon és külföldön egyaránt. A Vatikán és a Velencei Köztársaság hajlandó volt jelentős pénzbeli támogatást is nyújtani erre a célra. Mátyás a Szentszéktől 1459 és 1479 között, különböző részletekben, összesen 250 000 forintot kapott. Az 1480-as években, amikor nyilvánvalóvá vált, hogy a király a segélyt nem a török ellen használja fel, a pápai segély elapadt. Összességében hasonló összeget kapott Velencétől is Mátyás, de az 1476-os szabácsi hadjárat után ez a támogatás is elmaradt. A császártól és a német birodalomtól viszont csak ígéretek érkeztek, konkrét támogatás nem.
A török elleni harc témáját Mátyás rendkívül tehetségesen használta fel külpolitikájában, diplomáciájában. Számos külföldi lovag is kimondottan ezért állt Mátyás szolgálatába. III. Frigyes és a császári propaganda viszont azt terjesztette (a valóságnak nagyjából megfelelően), hogy Mátyás a törökellenes segélyt őellene használja fel, sőt időnként átengedi Délvidéken az osztrák tartományok ellen induló török martalócokat.
Mátyás, apja tapasztalataiból kiindulva törökellenes hadjáratot csak ősszel vagy télen indított, amikor biztos lehetett abban, hogy nem kerül szembe az oszmán főerőkkel, mert azokat ősztől tavaszig soha nem mozgósították. Sok esetben nem avatkozott be akkor, amikor szükség lett volna erre, vagy nem használt ki jó alkalmakat. A Brankovics Lázár szerb despota 1458. februári halála után kialakult hatalmi viták során 1458 augusztusától II. Mehmed oszmán szultán Mahmud nagyvezír vezetésével sorra foglalták el az al-dunai szerb területeket, valamint Galambóc várát is. A következő évben, 1459. június 29-én elesett szerb uralkodók utolsó székhelye, Szendrő is, amivel befejeződött Szerbia török meghódítása. Magyarországon még 1459. januárban összehívták a szegedi országgyűlést, határozatot hoztak számos honvédelemmel összefüggő kérdésben, de ezek végrehajtására nem került sor.
1462 tavaszán a törökök megtámadták Havasalföldet, mivel Vlad Tepes fejedelem az előző évben szerződést kötött Mátyással, és megtagadta a török adót. A segítségére küldött magyar segédcsapatok ellenére Vlad vereséget szenvedett, akit megfosztottak méltóságától. Az új vajda, Radu, elfogadta a magyar fennhatóságot, s Mátyás szeptemberben megerősítette őt méltóságában. Világos volt azonban, hogy Havasalföldre csak a törökök távollétében lehet számítani.
1463 májusában II. Mehmed oszmán szultán Bosznia meghódítására indult. A lépés várható volt, a márciusi magyar országgyűlés és a király mozgósította a haderőt. A csapatok azonban késve gyűltek össze, júniusra a szultán elfoglalta a stratégiai fontosságú Jajcát, kivégeztette Tomašević István bosnyák királyt. Jajca török kézre kerülése megnyitotta a törökök előtt Horvátország, Ausztria, Velence és Magyarország felé vezető portyák lehetőségét. A kortársak Jajcát némi túlzással „Európa kapujának” nevezték. Mátyás 1463 szeptemberében szövetségre lépett Velencével. Megegyeztek abban, hogy Velence a Peloponnészoszon, Mátyás pedig Boszniában támad; a köztársaság pénzügyi támogatást is nyújtott.
Mátyás a szultán elvonulása után elfoglalta a szávai átkelőket és ostromolni kezdte Jajcát, „amelyet erőssége miatt senki más meg nem vehetett, egyedül Mátyás király tehette, könnyen be is vette, a török császárnak örök gyalázatára és bosszúságára".  A várost már október elején elfoglalta, de a fellegvárban a janicsárok még két hónapig tartották magukat. Végül teljesen kiéhezve a várkapitány Juszuf Haram bég tárgyalásokat kezdett Mátyással. Megegyeztek abban, hogy „bég feladja a várat, s aki a várban levők közül Mátyás királyt akarja szolgálni, tisztességben ott maradhat, aki pedig el akar menni, azt minden vagyonával együtt elbocsátja a király”.  A janicsárok többsége és maga a bég is belépett Mátyás seregébe, mert félt a szultán megtorlásától. Mátyás fennhatósága alá vonta Észak-Boszniát, Jajca parancsnokának kinevezte Hídvégi Székely Jánost, Szapolyai Imre pedig bán lett. „A király pedig, hogy a télben ne hivalkodjék hiába, köröskörül huszonhét várat és várost meghódított.” 
II. Piusz pápa Mátyás sikerén felbuzdulva elérkezettnek látta az időt, hogy végrehajtsa régi tervét és keresztes hadjáratot indítson a török ellen. Elképzelése szerint Mátyás Boszniában, Velence az ekkor Moreának nevezett Peloponnészoszon, a többi keresztény sereg pedig Anconában behajózva Albániában támadott volna. A pápa 1464. június 15-én érkezett Anconába, ahol viszont csak néhány ezer keresztes és néhány velencei gálya gyűlt össze. A pápa azonban augusztus 14-én meghalt és a hadjárat elmaradt. Mohamed szultán viszont már július 12-én „nagy készülettel, és keményen ostromolni kezdte” Jajcát. „De Mátyás király nem aludta el a vár oltalmát, mint azelőtt a török császár, (…). „A magyarok 41 napig sikeresen állták ostromot, amivel augusztus 22-én a szultán felhagyott és elvonult: „elkelt Jajca alól, mint a füst, otthagyta sátorait, ágyúit, ott sok gazdagságát”.  Ebben szerepet játszhattak a keresztes hadjárat indulásáról szóló hírek is. Mátyás ekkor 30 ezer fős seregével – 17 ezer lovas, 6 ezer gyalogos, 7 ezer keresztes – a Duna északi partján, Bács megyei Futakon tartózkodott. Ezután a királyi sereg egy részével Szapolyai Imre elfoglalta Szrebernik várát, Mátyás pedig 20 ezer fővel a Drina völgyében Zvornik ellen vonult. Október végén már az ismét egyesült magyar sereg ostromolta Zvornikot, de november 9-én vissza kellett vonulniuk, mivel a Jajcát körülzáró Mahmud nagyvezír ellenük indult.
Az ekkor létrejött fegyvernyugvást és status quót Bosznia de facto felosztásával kapcsolatban Mátyás haláláig már egyik fél sem háborgatta. Mátyás nyugaton hadakozhatott, Mohamed pedig Anatóliában. Mátyás egyik 1480-ban Isztambulba írt levele alapján kiderült, hogy egy egyezség is létrejött a két fél között, amelynek értelmében a határ menti törökök szabadon átvonulhattak a magyar felségterületen, ha szomszédos területen akartak portyázni. III. Frigyes német-római császár már 1474-ben megvádolta Mátyást, hogy átengedi területén a Stájerországba tartó törököket. Úgy tűnik, joggal. Mátyás az 1480-as levelet azért írta, mert az egyezséget a törökök akkor megszegték, és magyar területen is fosztogattak.

A királyi címer, amely a király trónkárpitját és halotti pajzsát is díszíti, a négyelt címerpajzs első mezőjében vörös és ezüst pólyák, a második vörös mezőben zöld hármas halomból kiemelkedő ezüst kettős kereszt; a harmadik kék mezőben három arany leopárdfej és a negyedik ezüst mezőben a vörös cseh oroszlán. A boglárpajzson a Hunyadi ház gyürüs hollója, ezt a címert Mátyás 1470-ben helyeztette el a Nagyboldogasszony-templom déli tornyán Ugyanez a címerrajz szerepel a corvinák lapjain is

1472-ben az Iránban is uralkodó Uzun Haszan, az Akkojunlu türkmén birodalom szultánja, az oszmánok legerősebb keleti ellenfele az orvosát, a zsidó Izsák béget küldte követségbe Európába és személy szerint Mátyáshoz is, a török elleni összefogás érdekében. Elvi megállapodás ugyan született, de a gyakorlatban – a többszöri követváltás ellenére – nem történt semmi, és II. Mehmed oszmán szultán 1473. augusztus 11-én tönkreverte Uzun Haszan seregét.
Ezután többnyire csak a török kisebb portyázásai nyugtalanították Magyarországot. 1474 volt az egyik kivétel, amikor Ali szendrői bég februárban – Mátyás sziléziai hadjáratát kihasználva – végigdúlta a Temesközt és Nagyváradig hatolva azt is felégette. Júliusban a Dráva–Száva közén portyáztak a törökök. Télen Szulejmán pasa ruméliai beglerbég támadt Moldvára, de csapatait 1475. január 10-én Nagy István moldvai vajda serege és Magyar Balázs erdélyi vajda segélycsapatai Vasluinál megadásra kényszerítették. A magyar rendek követelték Mátyástól, hogy nyugati hadjáratai helyett indítson törökellenes hadjáratot. Ő beadta derekát, 1475 őszén mozgósította a magyar haderőt és a cseh zsoldosokkal együtt ostrom alá vette a törökök által újonnan épített, viszonylag gyenge Szabács várát. Ezt azonban csak több hónapos ostrom után sikerült csellel elfoglalnia. A magyar végvárrendszer fontos elemmel egészült ki, de a király számára fontos tanulság volt, hogy a már ekkor híres seregével is csak milyen nehezen sikerült kicsikarnia a győzelmet. Ezután már nem is vetette be zsoldosait a török fronton.
Mátyás diplomáciai téren alaposan kihasználta a győzelmet. IV. Szixtusz pápa törökellenes pénzbeli támogatást is küldött a számára. Mátyás azonban maga befejezettnek tekintette a törökellenes hadjáratát, a pénzre pedig nagy szüksége volt Beatrixszal kötendő házasságához, amellyel további nyugati terveit akarta alátámasztani.
Hadvezérei azonban vezettek kisebb hadjáratokat a török ellen. 1476 augusztusában Báthori István országbíró sikeresen harcolt Moldvában, majd Havasalföldre vonult, ahol elűzte a törökbarát III. Basarab vajdát, akinek helyére Mátyás 14 év után ismét Vlad Tepest nevezte ki, aki azonban csak néhány hónapot uralkodhatott. Meggyilkolták és ismét Basarab lett a vajda.
1479-ben történt egy újabb nagyobb török betörés Magyarországra. Haszán-oglu Isza bég októberben 35-40 ezres sereg élén feldúlta Királyföldet. Báthori István erdélyi vajda és Kinizsi Pál temesi ispán csapatai azonban október 13-án a kenyérmezei csatában Alvinc és Szászváros között hatalmas vereséget mértek rá.
1480. augusztus 10-én a törökök elfoglalták az itáliai Otrantót, amivel közvetlenül fenyegették Mátyás apósának, I. Ferdinánd nápolyi királynak az országát. Ferdinánd 1481 szeptemberében visszafoglalta a várost, amiben segítségére volt a Magyar Balázs vezette magyarországi kontingens, 400 gyalogos, 100 páncélos lovas és 200 huszár. Mátyás közben 1480 végén Magyarországról három irányban támadott a török ellen: István moldvai vajda csapatai Havasalföldre, Mátyás zsoldosai Dél-Boszniára, Kinizsi Pál pedig Szerbiára. A magyarok két nagy csatát nyertek Szarajevó és Szendrő mellett. Majd Ali szendrői bég portyázásait megtorlandó Kinizsi 1481 végén újabb sikeres hadjáratot vezetett Szerbiába. A májusban elhunyt II. Mehmed helyére lépő II. Bajazid oszmán szultán felújította a még apja által kezdett béketárgyalásokat. Erre az is ösztönözte, hogy Mátyás támogatni kezdte öccse, Dzsem herceg trónigényét, aki 1481-ben Rodoszra menekült a johannita lovagrendhez. Végül 1483-ban öt évre fegyverszünetet kötöttek, amelyet 1488-ban két évvel meghosszabbítottak. Mátyás ezzel biztosította a hátát újabb nyugati hadjárata idejére.

## A Mátyás által elfoglalt tartományok igazgatása
A magyar király a háborúk eredményeképpen a Szent Korona országainál lényegesen nagyobb terület felett szerzett hatalmat. A cseh tartományok esetében cseh királlyá is választották. Ezért olyan Sziléziában birtokos német birodalmi fejedelmek is hűségesküt tettek neki, akik inkább a császárt támogatták vele szemben, hiszen ellenkező esetben elkobozhatta volna birtokaikat. Osztrák hódításait azonban fegyverrel szerezte e területek örökös urától.
Mátyásnak külön cseh kancelláriája volt, amelynek élén csehek vagy morvák álltak. Uralkodása végén viszont az egyébként morva Jan Filipec (Filipec János) váradi püspök egy személyben töltötte be mind a magyar, mind a cseh kancellári posztot.

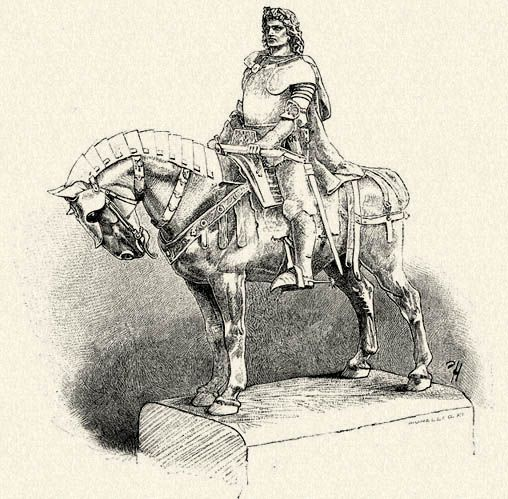
Mátyás reneszánsz lovagi páncélban, Fadrusz János szobra

Mátyás szigorúan tiszteletben tartotta tartományaiban a rendek jogait. 1475. március 25-én a király részt vett a morva tartománygyűlésen, és hozzájárult Ctibor Tovačovský z Cimburka morva főúr tartományi főkapitánnyá választásához, bár az illető inkább Ulászló párthívének számított. 1479-ben a tartománygyűlés a latin helyett a cseh nyelv hivatalossá tételéről döntött. 1481-ben a morva rendek, Mátyás osztrák háborúi idején, megnemtámadási egyezményről határozhattak III. Frigyes császárral.
Szilézia és Lausitz több, csaknem önálló hercegségből állt. A király 1473-ban itt egységes igazgatást akart bevezetni, főkapitánnyal az élén, azonban a helyi, „fejedelminek” nevezett rendi gyűlés ezt nem fogadta el. 1474-ben azonban Mátyás személyesen is megjelent a gyűlésen, és Szapolyai Istvánt végül megválasztották főkapitánynak, mind Sziléziára, mind Lausitzra kiterjedő hatáskörrel. A király a magyarországinál jóval ritkábban és kisebb mértékben vetett ki adókat Sziléziában, mégis fokozódott az ellenérzés uralkodásával szemben, és halálakor ez már a robbanáspontig jutott.
Boroszló városa kivételes helyzetben volt; a korábbi Boroszló hercegséget a cseh királyok már régebben magának a városnak adományozták. A városi vezetés gyakorolta a kapitányi hatalmat: a mindenkori rangelső városi tanácstag viselte a kapitányi címet, egyben ő volt a városi igazgatás vezetője is. Boroszló kezdetben Mátyás sziléziai uralma fő támaszának számított, később azonban a királyi befolyás növelése során sérelmeket szenvedett. Heinz Dompnig városkapitány igyekezett Mátyás érdekeit képviselni, ezért a király halálának hírére a boroszlói tanács kivégeztette.
Bécs elfoglalása után Mátyás hozzálátott Alsó-Ausztria igazgatásának rendezéséhez. Már 1486-tól létezett osztrák kancelláriája, amelyet két, korábban a császár szolgálatában álló titkár, Lukas Schnitzer és Niklas von Puchau vezetett. 1487 márciusában a király tartománygyűlést hívott össze, ahol felvette az osztrák hercegi címet, azaz magát törvényes ausztriai uralkodónak nyilvánította, és ettől kezdve osztrák pecsétet is használt.
Mátyás formailag itt is alkalmazkodott a helyi szabályokhoz. Rendszeresen összehívta a tartománygyűlést, megtartotta az addigi intézményeket, sőt zömében azokkal a személyekkel töltötte be őket, mint korábban III. Frigyes, az igazi hatalmat azonban szigorúan saját kezében tartotta. Fő képviselője itt is a tartományi főkapitány lett Szapolyai István személyében, aki Sziléziából került át. Az elfoglalt várak és városok élére kivétel nélkül magyar vagy cseh katonák kerültek. Egyedül a bécsi vár udvarbírója lett osztrák, Sigismund Schnaidpeck, de a magyarul Snapek Zsigmondnak nevezett lovag már jóval korábban a magyar király szolgálatába állt.

## Katonai stratégiája és taktikája
Mátyás nemcsak uralkodóként, hanem hadvezérként is kiemelkedőt alkotott. Kortársai az egyik legjobb stratégaként tartották számon. Kitűnően tájékozódott a külpolitikában, tájékozott volt az antik és a korabeli katonai irodalomban. Diplomáciai és hírszerző hálózata révén megismerte az ellenfelek terveit.
A 15. század második felében az európai háborúk többnyire korlátozott céllal, egy-egy vár vagy tartomány meghódításáért folytak. Mátyás hadászata is ezt követte, ritkán vállalkozott költséges és kockázatos, sok katona életét követelő döntő ütközetekre. Céljait portyázásokkal, rajtaütésekkel, az ellenséges terület pusztításával, egyes várak elfoglalásával igyekezett elérni.

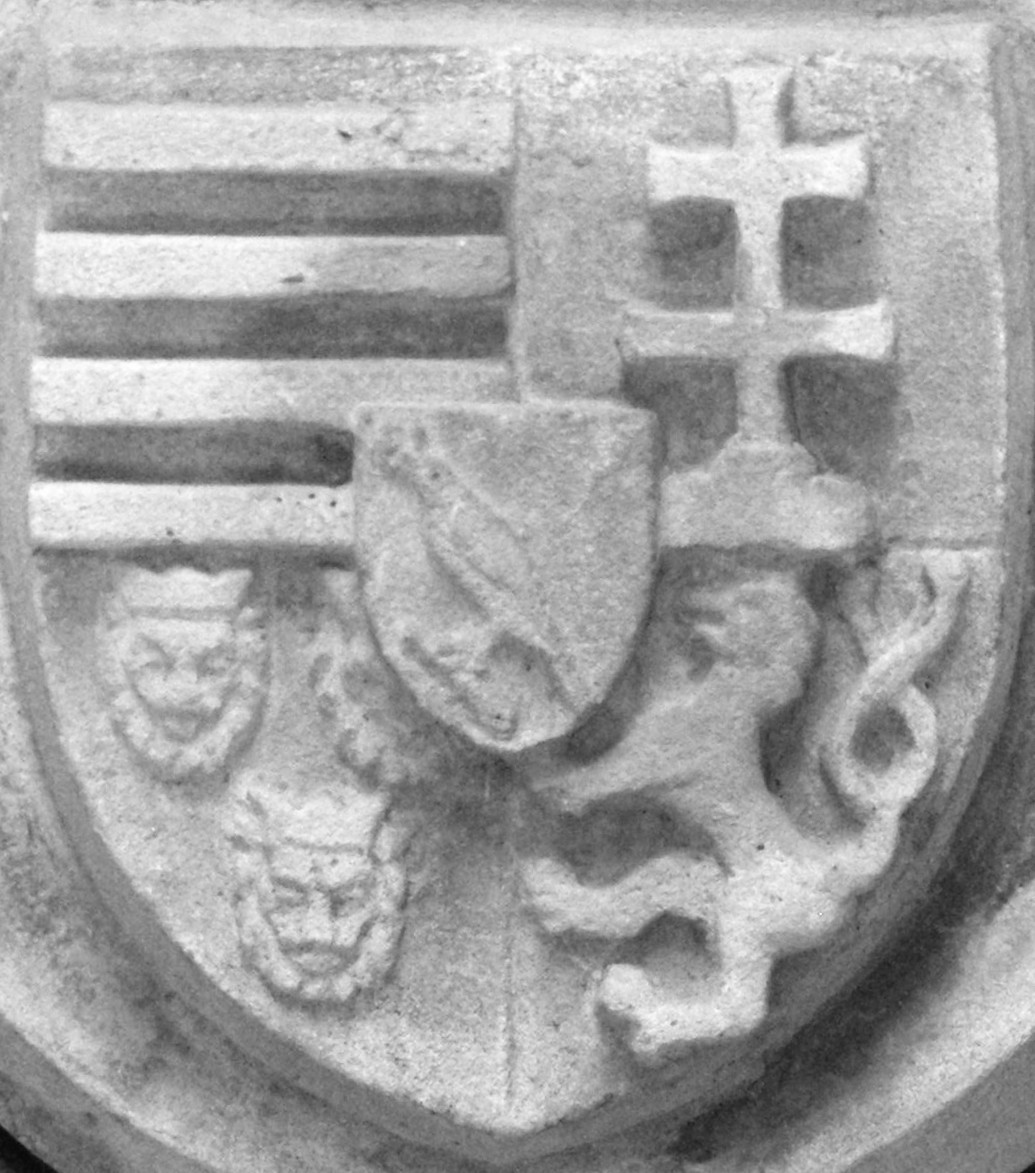
Mátyás címere kőbe faragva a pozsonyi várban

Mátyás király stratégiája egészében eredményes volt. Ellenfeleivel szemben jelentős katonai sikereket ért el, például a harmadik osztrák háborúban (1482–1487). A török elleni harcokban belátta, hogy serege csak az aktív védelemre képes és ennek megfelelően járt el. Azt is látta, hogy a török belátható időn belül nem tud átfogó támadást indítani Magyarország ellen. Azért fordult Csehország és Ausztria ellen, hogy Magyarországot erősebbé tegye a hatalmas Oszmán Birodalom várható hódító kísérleteivel szemben. Ezek a tervei azonban végső soron irreálisnak bizonyultak; Magyarország erőforrásai nem voltak elegendőek hódító szándékai megvalósítására, inkább kimerítették az országot. Az utókor a későbbi fejlemények ismeretében ezt Mátyás hibájának értékeli. Fodor Pál történész, turkológus, az MTA Történettudományi Intézetének főigazgatója szerint Mátyás általában 10 ezer katonát tartott fegyverben uralkodása második szakaszában.
Mátyás hadászati tervei általában az ellenséges erők szétszórásán és saját akciószabadságának biztosításán alapultak. Fő eszköze a könnyűlovasság, az akkor kialakult magyar huszárság volt. Ennek portyái az ellenség kimerítését, nagyobb támadási tervei meghiúsítását célozták. Nagy ütközetekre ritkán került sor, Mátyás ezeket igyekezett elkerülni. Gyors vagy teljes győzelemre nem is igen törekedett; egyedül Podjebrád ellen szeretett volna totális győzelmet aratni, de ez sem sikerült. Legnagyobb sikerét az 1474-es sziléziai hadjáratban érte el, az úgynevezett boroszlói táborozás során, amikor a huszárság mozgékonyságának mesteri kihasználásával békére kényszerítette a többszörös túlerővel felvonult lengyel-cseh ellenfelét.
A kor harcászatában, katonai taktikájában viszonylag kevés volt a változás a megelőző időszakokhoz képest. A nagy, nyílt csatákat továbbra is a nehézlovasság rohama döntötte el. A leglényegesebb változás abban volt, hogy a nagy csatatereken is jelentőssé vált a könnyűlovasság szerepe: a tobischaui (1469) és szarajevói győzelmet (1480) főleg a huszárok javára kell írni.
Mátyás a harcászatban, a konkrét csaták vezetésében nem mindig volt eredményes. A várostromokhoz nagyon értett, de a nyílt csatákat időnként elvesztette. 1464-ben Zvorniknál és 1467-ben Moldvában meglepték ellenfelei, 1468-ban pedig Laanál bekerítették a csapatait. A nyílt összecsapásokban elért győzelmeket többnyire az alvezérei vívták ki.
Mind a török, mind a nyugati hadszíntereken főleg a várak elfoglalására törekedett, ami ebben az időszakban megfelelt a nemzetközi hadművészet fő irányvonalának. A fekete sereg és általában a magyar csapatok igen sok várat, erődített várost foglaltak el; a legfontosabbak közülük Bécs, Jajca, Szabács, Bécsújhely, Korneuburg, Hainburg, Kosztolány, Magyarbród voltak. A várak többségét azonban még nem a hatásos ágyúzás után indított sikeres rohammal, hanem hosszas ostromzárral, kiéheztetéssel, esetleg a várkapitány megvásárlásával foglalta el. Új várat nem építtetett, de nagy gondot fordított különösen a végvárrendszer fenntartására is. A megfelelő várkatonaság ellátása, az erődítmények karbantartása a környező lakosság feladata maradt.

### A déli végvárrendszer

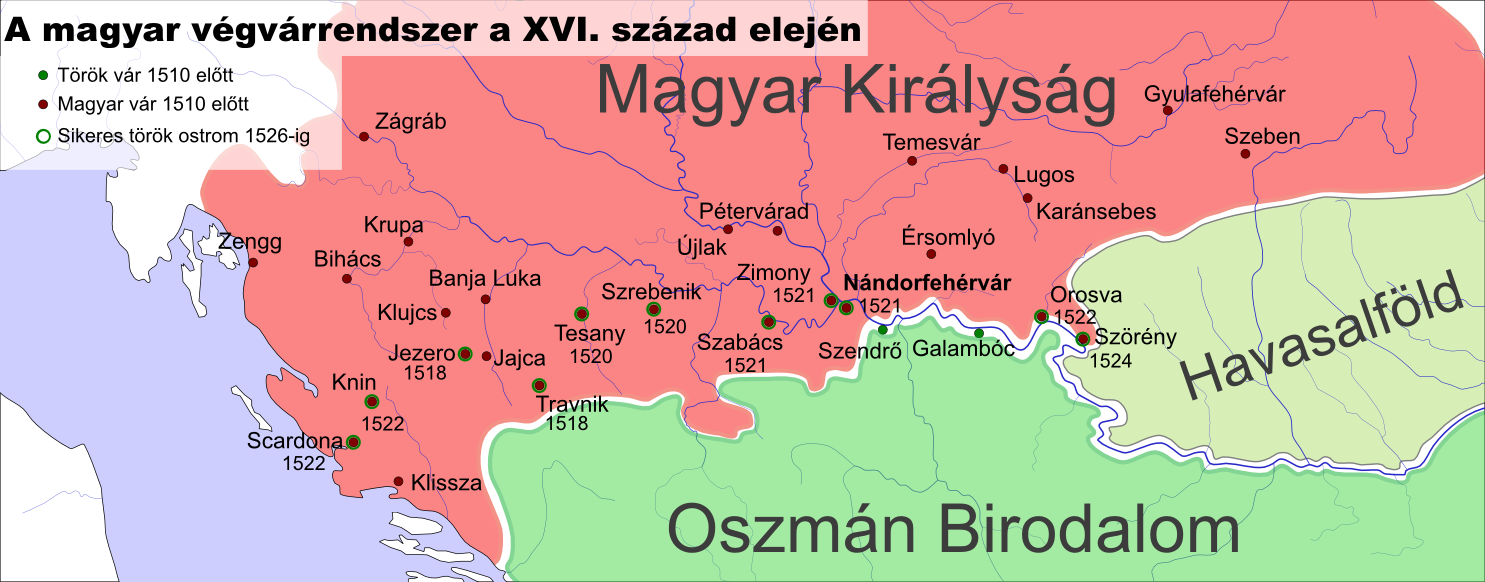
A déli végvárak és az erődrendszer fő ereje volt fél évszázadon át az ország török elleni védelmének

Mátyás egyik legfontosabb katonai intézkedése a már Zsigmond király által kiépített déli végvárrendszer fejlesztése, befejezése volt. Ez az erődrendszer volt a fő ereje fél évszázadon át az ország török elleni védelmének. A déli ütközőállamok, Szerbia és Bosznia ugyanis már az uralkodása elején elestek a török csapásai alatt. A magyar uralom alá került maradékaikból három új bánság alakult, a szabácsi, a szreberniki és a jajcai. Így a végvárrendszer két vonalát lehetett kiépíteni. A külső az Al-Dunától a bosnyák hegyeken át az Adriáig húzódott, és fő elemei Szörény, Nándorfehérvár, Szabács, Szrebernik, Jajca, Knin, Klissza és Szkardona voltak. 50–100 kilométerrel beljebb Karánsebes, Lugos, Temesvár, a szerémségi várak, Pétervárad, Banja Luka, Bihács alkották a második vonalat.

## Mátyás király és a pálos rend

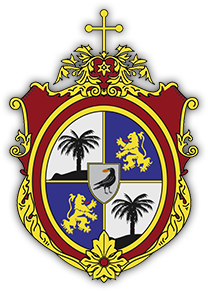
A Pálos rend címere (középen holló, a csőrében egy egész cipót tart

A király már trónra lépésének évében több pálos kolostornak is adómentességet adott. Számos jobbágytelket és monostort adományozott a fehér barátoknak, pallosjoggal is felruházta őket. A budaszentlőrinci kolostor Mátyás király idejében élte fénykorát, aki többször felkereste a rendházat, és a rendfőnökkel szívélyes kapcsolatot ápolt.
IV. Sixtusz pápának ezt írta:
„Odaadó fiaként könyörgök Szentségedhez, méltóztassék mindent jóváhagyni, és engedélyezni, hogy a templomba pálos remete testvéreket telepíthessek, akiket szigorú következetességük és feddhetetlen életük miatt mindenki szeret, és hogy a helyet egyébként is a pálos rendnek adományozhassam.”
Egyes kutatások szerint a csíksomlyói búcsút is ez a pápa engedélyezte Mátyás kérésére. A 2010-ben végzett régészeti ásatások ugyanis 14. századi leleteket azonosítottak, ez pedig azt jelzi, hogy a mai ferences rendi szerzetesek előtt Csíksomlyón pálosok éltek.
„A legjobb fejedelmet siratja a pálos rend, amely elismeri, hogy egyrészt az egyik hollóstól, Isteni Pál atyánktól eredetét nyerte, másrészt a másik hollóstól, Mátyástól nem szerény anyagi javakat kapott s ezért gyászolva őt emlékezetében örökké megtartja.” – emlékezik meg Mátyásról a rend 1490-ben az emlékkönyvében.

## Házasságai és magánélete

Hunyadi Mátyás és Aragóniai Beatrix országainak címerei Thuróczi János krónikájának első oldalán (nagybirodalmi címer, vektorgrafikus változat)

Mátyás családja a korabeli főúri szokásoknak megfelelően már a gyermekkorában házassági terveket szövögetett számára. 1455-ben Hunyadi János megegyezett Cillei Ulrikkal abban, hogy Mátyás feleségül veszi lányát, Cillei Erzsébetet. Mivel azonban a menyasszony 1455-ben hirtelen meghalt, a házasság nem valósulhatott meg.
Míg Mátyás fogságban volt, 1458 elején nagybátyja, Szilágyi Mihály megegyezett Garai Lászlóval, hogy Mátyás feleségül veszi Garai lányát, Annát. Később kiderült, hogy Mátyás viszont Prágában – szabadulása fejében – megegyezett Podjebrád Györggyel arról, hogy az ő Katalin lányát veszi el. Ez a házasság 1463. május 1-jén létre is jött, de Katalin már 1464 tavaszán, 15 éves korában meghalt gyermekszülésben.
A legendák szerint Mátyás nagy szerelme Szép Ilona volt, aki a szerelmi bánatba halt bele. Az álruhás király megismerkedésükkor nem fedte fel előtte személyazonosságát. Amikor Ilona megtudta, hogy szerelme azonos a királlyal, belehalt a felismerésbe, mert reménytelennek gondolta közös jövőjüket.
Mátyás egész életében élénk érdeklődést mutatott a női nem iránt, és ezt a környezete is jól tudta. Janus Pannonius egy epigrammájában így írt erről Mátyás 1462-es havasalföldi hadjárata idején:
Bölcs a király, ha a harc mezején se felejt el ölelni,

Vénusz a csóknak örül s megnyeri Mars kegyeit.
Később, nyugati hadjáratai során sem kerülte a kalandokat. Bonfini ugyan azt írta, hogy a király „néha a kis nők szerelme irányában engedékenynek mutatkozott, de a tisztes asszonyoktól távol tartotta magát”, de a valóságban több sziléziai városban „politikai” gondot okozott, hogy a polgárok zúgolódtak: a király a lányaikra, sőt feleségeikre is túlzott figyelmet fordított.
Mátyás első feleségének elvesztése után hamarosan újra óhajtott nősülni, természetesen dinasztikus okokból. Külpolitikai céljai érdekében tekintélyes dinasztiából származó feleségre lett volna szüksége, azonban az ősi uralkodóházak lenézték az általuk felkapaszkodottnak tekintett magyar királyt. A magyar diplomáciai erőfeszítések több mint egy évtizedig erre a kérdésre koncentrálódtak. Német feleséget kaphatott volna Szászországból vagy Brandenburgból, a magyar főurak ezt azonban ellenezték. Mátyás politikailag a legmegfelelőbbnek IV. Kázmér lengyel király leányát, Hedviget tartotta volna, de a lengyelek sértő módon kikosarazták. 1470-ben felvetődött III. Frigyes császár Kunigunda nevű leánya is, bár még csak ötéves volt.
Az 1470. évi bécsi látogatásakor ismerkedett meg egy steini gazdag polgárleánnyal, Edelpeck Borbálával (Barbara Edelpöck) (–1495). Elhozta Budára, maga mellett tartotta, és a kapcsolatukból született 1473. április 2-án Corvin János. Ez a hosszú ideig tartó viszony a jelek szerint igazi, nagy szerelem volt, és mérsékelte a király kalandozó kedvét.
Mátyás második házassága előtt, 1475-ben azonban végkielégítést fizetett a hölgynek, és elküldte az országból, akinek így el kellett hagynia hároméves fiát is. Borbála a Fischa menti Enzersdorfban kastélyt vásárolt és férjhez ment Friedrich von Enzersdorfhoz, akinek még további két gyermeket szült. Mátyás egyébként 1484 novemberében, az osztrák háború idején Barbara kastélyába is ellátogatott, és talán fiát is magával vitte látogatóba.
A király 1474 októberében, a csehekkel és lengyelekkel vívott háborúban, a „boroszlói táborozás” idején kapta meg a jó hírt, hogy I. Ferdinánd nápolyi király hajlandó hozzá adni Beatrix leányát. Mátyás örömében az ostromlott városban egy órán át kongattatta a harangokat, gyertyákkal és égő szurokhordókkal világíttatta ki a várost. Leendő apósa a legelőkelőbb európai királyi házak közé tartozó Árpád-ház és az aragón dinasztia leszármazottja volt, bár házasságon kívül született. Aragóniai Beatrix azonban ennek ellenére igen előkelő királyleánynak számított, mind kasztíliai, mind aragóniai őseit tekintve. Árpád-házi őse (I. András Jolánta nevű lánya) pedig dinasztiai törekvéseit erősítette.
Mátyás számos előkelő magyar úrból álló kíséretet küldött Beatrixért Nápolyba. A menyasszony és kísérete hazafelé megszállt a király egyik leghűségesebb híve, a zalai alsólendvai Bánffy családból való alsólendvai Bánffy Miklós lendvai várában is. Beatrix 1476. december 10-én Székesfehérvárott találkozott először Mátyással, majd 12-én királynévá koronázták, 22-én pedig nagy pompával lezajlott az esküvő.
Mátyásra a jelek szerint nagy hatást gyakorolt a feltűnő szépségű és nagy műveltségű itáliai hölgy. A lakodalmat leíró források szerint a király a korban szokatlan módon kettesben, a szolgákat is kizárva zárkózott be ifjú feleségével, és egész éjjel együtt maradtak.
Nemcsak Mátyásra, hanem rajta keresztül az udvarra és az egész országra is sokféle módon hatott az akkoriban már érett nőnek számító, húsz éves hölgy, aki hamarosan uralkodótársi szerepet kezdett betölteni. A nápolyi királyleány jól ismerte a nyugati udvari etikettet, és azt Magyarországon is meghonosította. A király az előző nyolc évét lényegében állandóan tábori körülmények között élte, közvetlen kapcsolatban alvezéreivel és katonáival. Igaz, addig is képes volt diplomáciai célokból elkápráztatni külföldi vendégeit, de minden bizonnyal otthonosabban érezte magát katonái között. Ezután udvartartása egyre inkább egy itáliai uralkodóéhoz kezdett hasonlítani.
Mátyás minden bizonnyal beleszeretett csinos és okos feleségébe, és megbeszélte vele gondjait, beleszólást engedett neki az államügyekbe. Adományleveleiben gyakran említette, hogy az adott intézkedés Beatrix beleegyezésével történt. A királyné befolyása azonban nem mindig volt kedvező. 1487-ben például a király az esztergomi prímási székbe a nyolcéves Estei Hippolitot nevezte ki, és a nepotizmusnak ez a kirívó példája érthető belpolitikai felháborodást okozott. (Azt sem szabad elfelejteni, hogy ez a lépés biztosította az állami és – az ebben a korban azzal teljesen együtt kezelt – uralkodói kincstár számára a hatalmas prímási bevételeket). A magyar külpolitikai érdekek szempontjából pedig többek között az volt hátrányos, hogy a király Beatrix hatására az itáliai ügyekben Nápoly pártjára állt, és emiatt szembekerült korábbi támogatóival, a pápai állammal és Velencével.
Hamarosan kiderült azonban, hogy Beatrixnak nem lehet gyermeke, azaz Hunyadi Mátyás dinasztiaalapítási terveit kudarc fenyegeti, nem lehet törvényes utóda. A király ettől kezdve minden eszközzel házasságon kívül született fia, Corvin János örökösödését kívánta biztosítani. 1479-től kezdve hatalmas birtokokat, valamint címeket adományozott neki. 1482-től azután minden eladományozható birtokot az ő nevére írtak. Apja halálakor már Corvin János volt az ország messze legnagyobb földbirtokosa: 30 vár, 17 kastély, 49 mezőváros és 1000 falu ura. Ezen kívül még zálogjogon megkapta Pozsony, Komárom és Tata várait a pozsonyi és komáromi megyés ispánságokkal, valamint ausztriai és cseh várakat is. Emellett eljegyezte, majd össze is házasította Bianca Maria Sforzával, aki szintén II. András leszármazottja.
Mátyás tervei Corvin János örökösödésére nem tetszettek a királynénak, aki abban reménykedett, hogy megkoronázott magyar királynéként ő maga örökölheti majd a trónt, illetve Ulászló feleségeként királynő maradhat. Mátyás még apósát is kérte, hogy segítse lányát meggyőzni, de az ellentétek felesége és fia között csak fokozódtak. Mikor pedig Mátyás meghalt, a házasságot felbontották, Bianca Miksa német-római császár felesége lett. Beatrix tervei azonban szintén nem valósultak meg: házasságát Ulászlóval a pápa szintén felbontotta. Magyarország így Európa „gyöpüjévé”, ütközőzónájává vált, 160 évig szenvedésével védve azt.
Szabadidejében szívesen foglalkozott vadászattal, Budán és Pesten is volt vadaskertje.

### Külső megjelenése, jellemvonásai

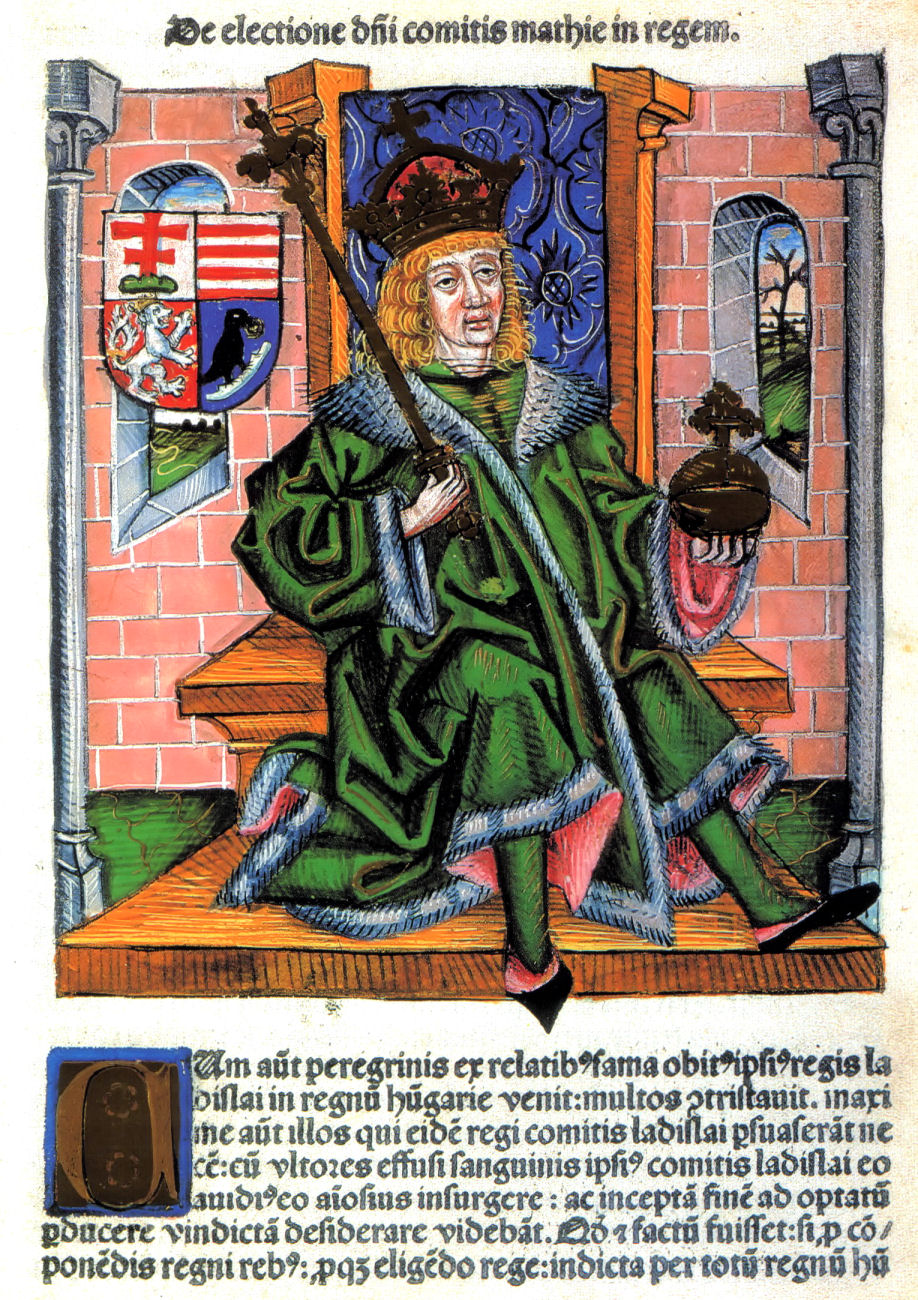
Mátyás ábrázolása a korabeli Chronica Hungarorum egyik kiadásában

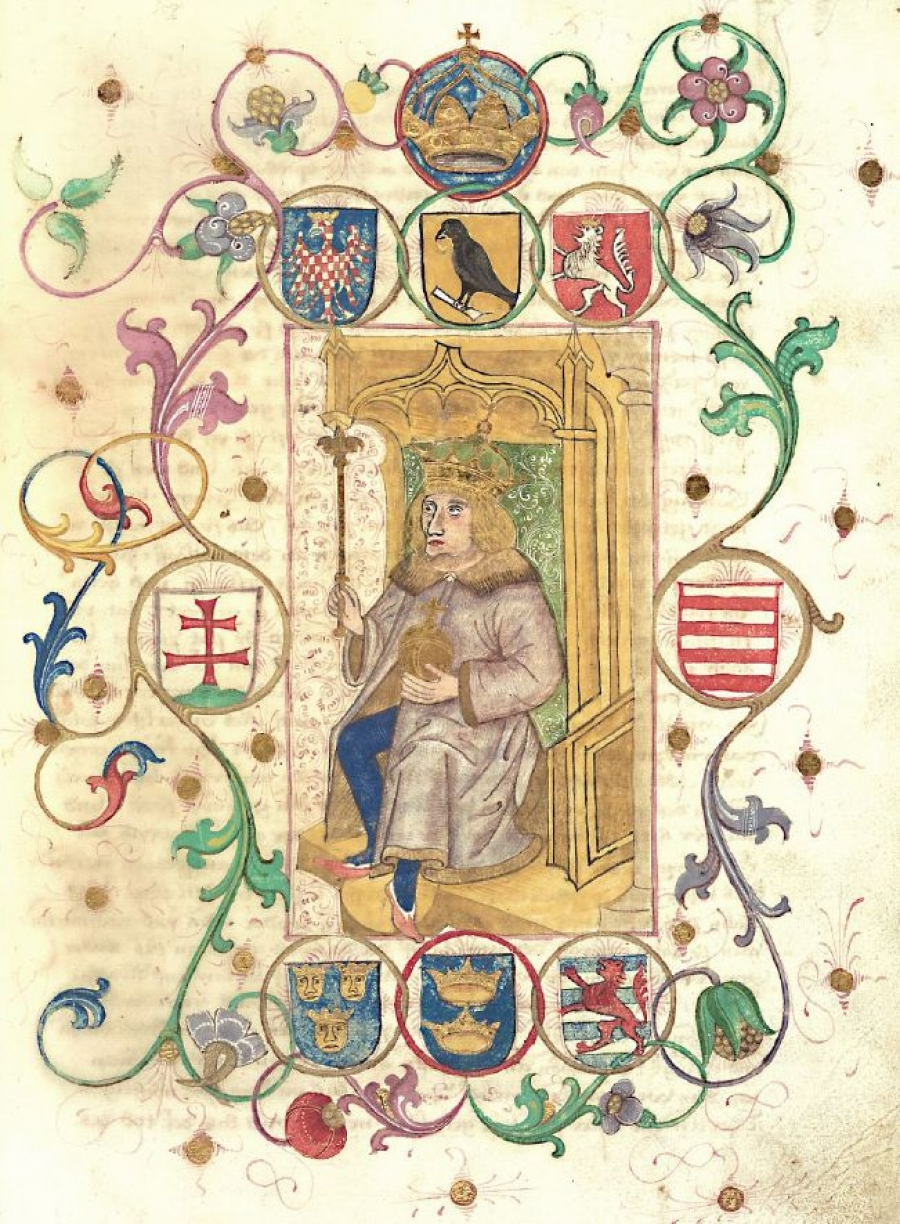
Ábrázolása a Chronica Hungarorum egy másik kiadásában

Bonfini leírása szerint Mátyás termete a közepesnél magasabb volt, arca piros, haja szőke, szemöldöke hosszan ívelt, sötét színű a szeme, nyaka előrehajló, álla kiugró, szája eléggé széles volt. Izmos karja, hosszúkás keze, széles válla és domború melle volt. Lábszárai kissé görbék.
Jellemvonásai vonatkozásában számos Mátyás-ábrázolás létezik, mind a középkorból, mind az újkorból. Egyesek idealizálták, mások negatív színben tüntették fel alakját. A reneszánsz írók általában az ókor nagy uralkodóihoz, hadvezéreihez hasonlították, és dicshimnuszokban zengtek tetteiről. Marsilio Ficino, olasz humanista filozófus, aki a király tisztelője volt, Mátyásban a platóni uralkodóeszményt vélte felfedezni: olyan filozófust, aki ötvözi a harci művészetet és az erényt. Ennek mintegy ellenpontozásaként František Palacký 19. századi cseh történész rendkívül negatív képet rajzol a cseh, lengyel falvak pusztítójáról: „Úgy hisszük, egy ember értéke kevésbé függ a fizikai és intellektuális erejétől, sokkal inkább erkölcsi elszántságától és viselkedésétől. Aki pedig az embert és a világot felforgatja, nem nevezhető nagy embernek, ha erkölcsileg nulla marad.” 
Antonio Bonfini, aki talán mindenkinél jobban ismerte Mátyást, művében részletes jellemrajzot ír, s bár elragadtatással tekint a királyra, nem hallgatja el jellemének negatív oldalát sem.
Bonfini szerint Mátyás természeténél fogva bőkezű és nemes lelkű volt, nyájas és közvetlen. Ajándékokkal és kedves szóval igyekezett megnyerni a maga számára az embereket. Ellenségeinek megbocsájtó, a tudományok iránt vonzódó, tréfálkozni és bölcselkedni szerető, a művészeteket pártoló, békességre törekvő emberként jellemzi őt. Fraknói Vilmos számos példát hoz annak bizonyítására, hogy Mátyás a középkori királyok mércéjével nézve valóban igazságos volt: kész volt polgári személyeknek igazat adni, még a nemes urakkal szemben is, ha azt jogosnak tartotta. Bonfini leírásában a király a jobbágyok, sőt a koldusok érdekeiben is kinyilvánította akaratát. „Gyakran sebet is kötözött a csatasorban. E szolgálatkészségével hihetetlenül megnyerte mindnyájuk hűségét.” Annyira elnyerte rokonszenvüket, hogy „testőrök helyett mindenki versengve és éberen vigyázott testi épségére.” Mátyást rendkívüli szorgalom és munkabírás jellemezte. Szenvedélye volt az ország ügyeinek kézben tartása. Semmit nem hanyagolt el. Levelit vagy maga írta, vagy diktálta, ami korabeli uralkodóktól szokatlan magatartásnak számított.
Ugyanakkor, mintegy saját megállapításának ellentmondva, Bonfini azt is előadja, hogy a király a „kelleténél is nagyravágyóbb volt, mert nem tűrte, hogy ellenség vagy barát felülmúlja bosszúállásában, ajándékosztásban vagy pompában.” Olykor a kegyetlenségre is hajlamos volt: az erdélyi lázadók vezetőit tüzes harapófogókkal tépette szét, de a lengyelek, csehek ellen vívott háborúban is parancsba adta az ellenséges falvak tűzzel vassal történő pusztítását: „Titkon Lengyelországba küldte Zápolyai Imrét és Kinizsi Pált ... Meghagyta nekik, ne állapodjanak meg sehol, ostromba ne bocsátkozzanak, de Lengyelországot széltében-hosszában száguldozzák át, pusztítsák, gyújtogassák, tűzzel-vassal mindenütt kegyetlenkedjenek.” Fraknói felhívja a figyelmet arra a tényre is, hogy Mátyás temperamentuma ingadozó volt. Hol nyájas és türelmes, hol őrjöngő. Haragjának kitörései gyakran félemlítették meg alattvalóit, de a hozzá érkező diplomatákat is. A pápai követ 1489-ben tanúja volt egy ilyen dühkitörésének, amit azután levelében részletesen leír: „… szilaj ló módjára viselkedett, és azt a benyomást tette, mintha szájából, orrából és szemeiből lángözön törne elő.” A következő látogatása során azonban már az ellenkezőjét tapasztalta: „a dühöngő oroszlánból jámbor bárány lett.” Minden forrás kiemeli, hogy Mátyást rendkívül ravasz, „politikusi magatartás” jellemezte. Ha kellett szándékait elrejtve ügyesen tévesztette meg ellenfeleit. Aeneas Sylvius Piccolomini (II. Piusz pápa) a „színlelés nagymesteré”-nek nevezte.
A huszita eretnek mozgalmakkal szemben a katolikus egyház és az igaz hit védelmében indított hadat, ugyanakkor az eretnekség miatt elítélt, humanista írót, Galeottó Marziót éppúgy kegyeibe fogadta, mint Janus Pannoniust, akit pécsi püspökké is tett, annak ellenére, hogy a jeles költő verseiben kigúnyolja az egyházat, ateista gondolatokat fogalmaz meg, és költeményei gyakran erotikus hangvételűek. Mátyás vallásosságának ellentmondásaira Bonfini művében is találunk példát: a király babonásan hitt az asztrológiában, sőt „… a varázslókat és jövendőmondókat is becsülte …”
Összességében elmondható róla, hogy rendkívüli, ugyanakkor ellentmondásos személyiség volt: határozott, erős kezű, intelligens, önbizalommal teli és önérzetes uralkodóként jellemezhető, aki országának érdekeit mindenkor szem előtt tartotta. Szerette a pazarló pompát, a reneszánsz műveltséget, ám hatalmas összegeket költött ajándékokra, mások lojalitásának megszerzésére is. Időnként megbocsátó és kegyes módon viselkedett, máskor bosszúálló és kegyetlen arcát mutatta.

### Galeotto Marzio műve Mátyásról
A Mátyás királynak kiváló, bölcs, tréfás mondásairól és tetteiről szóló könyv művelődéstörténeti értéke vitán felül áll. A királyról viszont kissé egyoldalú képet fest. Olykor vándoranekdotákat is Mátyás alakjához fűz, így ezekből korrekt jellemrajzot alkotni nem lehet. Galeotto könyvének kulturális értéke viszont vitathatatlan, mert ilyen közvetlen, élményszerű, a középkori magyar királyi udvar életét bemutató kötet addig nem jelent meg Magyarországon. A reneszánsz irodalom tipikus megnyilvánulása volt. Gyermekek számára Lengyel Dénes dolgozta át, és adta közre Régi magyar mondák címen.
Galeotto történeteiből kiderül, hogy Mátyás a korhoz képest művelt, olvasott ember volt, a szellemi párbajt is kedvelte, ő maga is ügyesen művelte. Galeotto Marzio szerint „Messze földről felkeresték Mátyás király udvarát, mert híre járt a király bőkezűségének”,  mert a király „a tudós férfiakat nem valami szokás kényszeréből, hanem szíve szerint becsüli.”
„Mátyás király asztala nemcsak a testnek, hanem a léleknek is táplálékot nyújtott. A bölcs király szellemes szavakkal, okos beszédekkel fűszerezte az ételeket.”  „Ugyanis mindenki tudta, hogy Mátyás szeret lakoma közben tudósokkal vitatkozni” , valamint „Mátyás király szívesen hallgatta azokat a történeteket, amelyek királyok tetteiről szóltak, és mindig okos megjegyzéseket fűzött hozzájuk." 
„Mátyás király gyakran beszélt evés közben, máskor figyelemmel hallgatta mások beszédét, olykor pedig hősi dalok előadását. De bármilyen figyelemmel kísérte mindazt, ami az asztalnál történt, sohasem feledkezett meg a tisztaságról. Ő is mártásos húst fogyasztott, mint a többiek, de míg azoknak az ujja és a ruhája mindig foltos lett, a király folt nélküli ruhában és tiszta kézzel kelt fel az asztaltól.” 
Azonban a jelek szerint tábori környezetben érezte magát a legjobban. Szintén Galeotto Marzio szerint: „Mert az bizony csodálatos, hogy a király ágyúdörgés mellett a táborban nyugodtan álomba merült, otthon pedig a legnagyobb kényelemben is elkerülte az álom, ha a kamarások suttogtak, vagy halkan beszélgettek. (…) Ne tulajdonítsa ezt senki a király gyanakvásának vagy óvatosságának, mert hiszen mindenütt ilyen volt a természete, háborúban és békében egyaránt” .
Kedvelte a lovagi tornákat. Nézőként is érdeklődött a kocsiversenyek, lóversenyek iránt. Szerette a táncot, a kockázást és más társasjátékokat.

## Halála és öröksége
Mátyás 1486-tól kezdve már sokat betegeskedett, agyvérzése és súlyos köszvénye miatt alig tudta elhagyni a szobáját, időnként hordszéken vitette magát. Ez év őszén meglepő ajánlatot tett III. Frigyesnek: amennyiben a császár Bosznia és Horvátország királyává teszi Corvin Jánost, akkor Mátyás visszaadja a stájerországi és karintiai elfoglalt területeket, a magyar rendekkel pedig hűségesküt tétet le III. Frigyesnek és fiának, Miksának, és biztosítja magyar trónörökösödésüket. Alsó-Ausztriát azonban meg akarta tartani. A császár azonban ragaszkodott örökös tartománya visszaadásához. Mátyás tehát hajlandó lett volna fia örökösödése érdekében elfogadni a Habsburgok magyar trónra lépését, sőt a Szent Korona egyik országát, Horvátországot elszakítani Magyarországtól. Persze Corvin független királyként és egyben Magyarország legnagyobb birtokosaként enyhén szólva is megnehezítette volna a Habsburgok uralkodását. Az ajánlat csak azt mutatja, hogy Mátyás messze nem volt biztos fia örökösödésében.
1490 januárjában a király egészségi állapota javult, így beleegyeztek bécsi utazásába az orvosok. Az uralkodó elutazása előtt a budai várat a könyvtárral és kincstárral együtt fiára bízta, ezután azokat Ráskai Balázs várnagy és udvarbíró Corvin János nevében igazgatta tovább. Mátyás, Beatrix és Corvin Visegrádon keresztül utazott, ahol ugyancsak János herceg vette át a várat, és egyben a Szent Korona lakatjának kulcsát is. Bécsben a király látszólag jól volt, de környezetének dokumentált lépései már arra utalnak, hogy sejtették a várható változásokat.

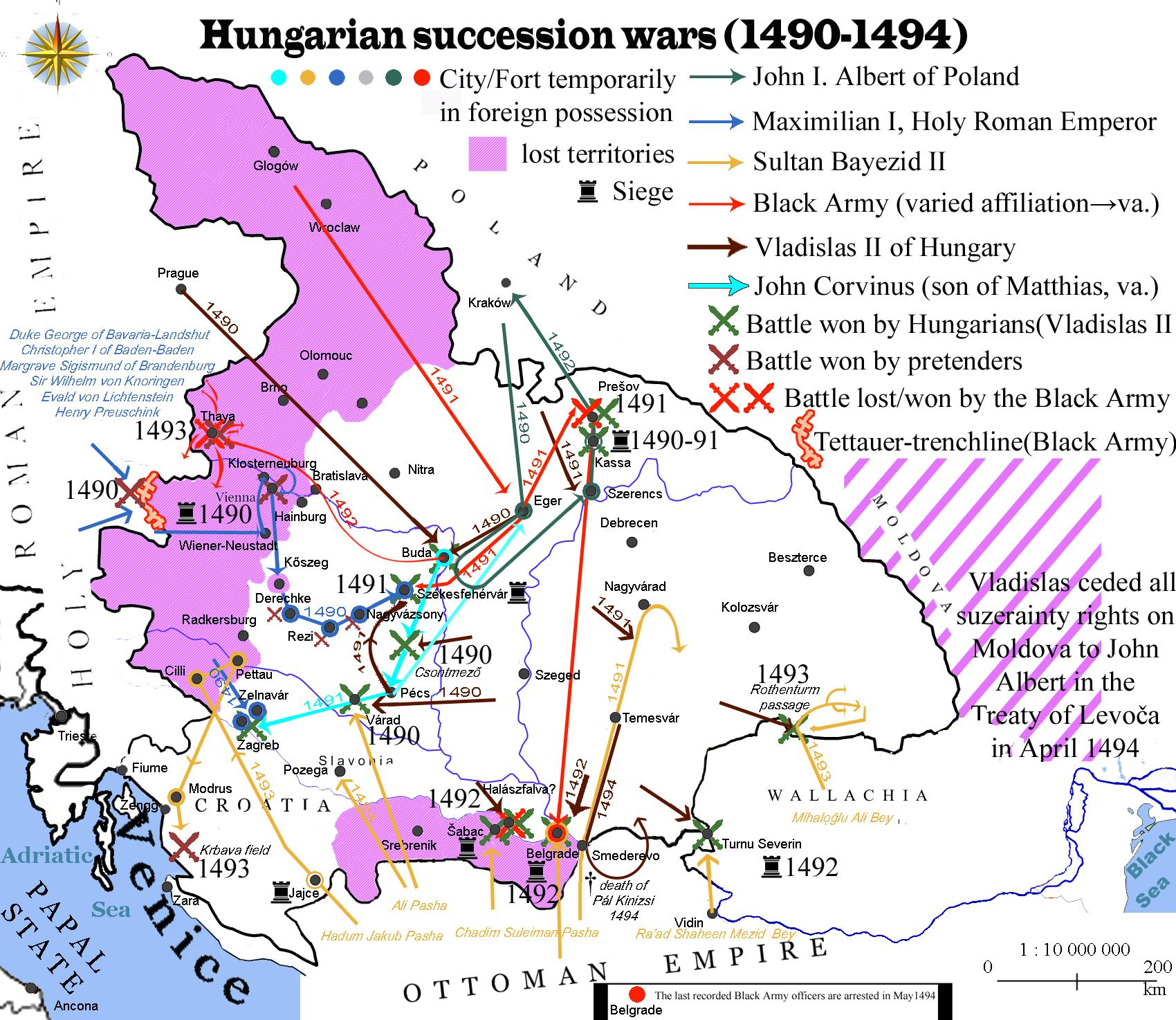
A Magyar Királyság területvesztései Mátyás halála után az 1490-1494 között lezajlott háborúk során

A király április 4-én lett rosszul, és kétnapos szenvedést követően, április 6-án halt meg. Halála után nyomban mendemondák keletkeztek, többek közt arról is, hogy Beatrix megmérgezte. 1890-ben Korányi Frigyes belgyógyász professzor, Bonfini leírása alapján „agy-gutaütést” diagnosztizált, amit a köszvényből vezetett le. Később más orvosok mindennek ellenére nem zárták ki a mérgezés lehetőségét sem. A gyanúba kevert Beatrixnak azonban minden hatalma és befolyása addig tartott, ameddig a férje életben volt, így valószínűtlen, hogy ő mérgezte volna meg. Tény, hogy a király már súlyos beteg volt, és így a természetes halál a legvalószínűbb.
Létezik még egy híradás Mátyás halálára vonatkozóan, amit Szerémi György 40 évvel későbbi krónikájában jegyzett le. Eszerint egy merénylő bújt el a királyi árnyékszékben, és a szükségletét végző Mátyás végbelébe mélyen egy tőrt szúrt. Ennek a verziónak a történészek szerint semmilyen valóságalapja sincs.
A halálhírt Tibrilli, Mátyáshoz közelálló bizalmi embere, a bolondja tudatta az urakkal.
Székesfehérvárott, Szent István bazilikájában temették el. Az egyre növekvő török fenyegetettségre való tekintettel olyan királyra volt szükség, aki Mátyás nyugati figyelmű politikája után ezt a problémát is orvosolni tudja. Trónkövetelőként lépett fel Mátyás törvénytelen fia, Corvin János, Jagelló Ulászló cseh király, valamint János Albert lengyel királyfi. Az ország bárói ezek köré csoportosultak. Corvin János az újjáalakuló ligákkal alkudozva lemondott a trónról, Mátyás III. Frigyessel kötött megállapodását figyelmen kívül hagyták, végül a pesti országgyűlés 1490. július 15-én Ulászlót választotta királlyá. Mátyás király hatalmának alapját, a fekete sereget 1493-ban feloszlatták, rablóbandává fajult maradékát a sereg legendás vezére, Kinizsi Pál, Váradi Péter kalocsai érsek és Báthory István erdélyi vajda 1492-ben egy csatában szórták szét.

## Mátyás és a kultúra
Mátyás királyt az utókor nagy reneszánsz uralkodónak tartja, aki Magyarországon először honosította meg ennek az új itáliai mozgalomnak és stílusnak az eredményeit. Udvarába nemcsak számos olasz humanistát, hanem természettudósokat, művészeket is meghívott. Könyvtára, a Bibliotheca Corviniana gyűjteménye messze földön híres volt. Az is tény azonban, hogy a Mátyás kulturális eredményeit, mecenatúráját dicsérő, külföldön jó hírét keltő humanisták ezért a tevékenységükért bőkezű anyagi ellenszolgáltatásban részesültek a királytól, ezért bizonyára gyakran túloztak is.

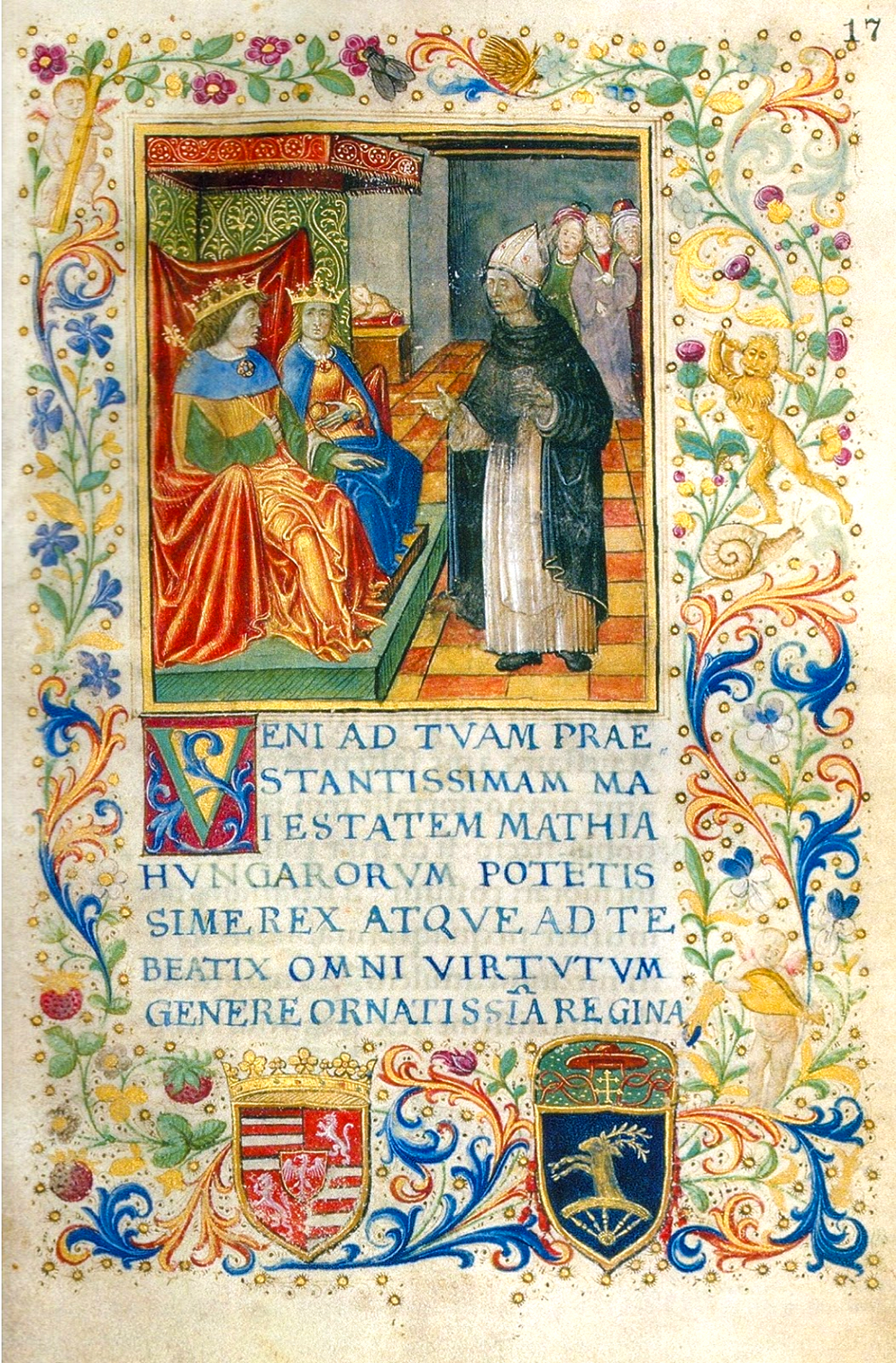
A Bibliotheca Corviniana Ransanus-kódexének egy lapja, a miniatúrán Ransanus nápolyi követ beszédet mond Mátyás és Aragóniai Beatrix előtt

Mátyás őszintén fogékony volt az itáliai humanizmus iránt, de egyúttal messzemenően tudatában volt annak, hogy a művészetpártolás fontos uralkodói erény. Kedvelte az antik szerzőket, és szívesen vett részt humanista szimpóziumokon, vitákban. Ennek a szellemi irányzatnak a magyarországi fő képviselője Vitéz János volt, bár ő személyesen soha nem járt olasz földön. A királyi titkárok és az udvari kancellária vezetői között sok Itáliában tanult, magas állású klerikus volt. A korszerű tanokkal rokonszenvező főpapok Mátyás egyetértésével számos tehetséges fiatalt küldtek Itáliába tanulni. Köztük volt Vitéz János unokaöccse, Csezmicei János, költői nevén Janus Pannonius is. Ő hozta Magyarországra barátját, Galeotto Marziót, aki majd később Corvin Jánosnak ajánlotta a Mátyás király mondásairól és tetteiről szóló könyvét.
Mátyás szívesen alkalmazta hivatalnokként és diplomataként a humanistákat. Ő maga a korabeli uralkodók közül is kiemelkedett műveltségével. Pulszky Ferenc idézi egy levelét 1471-ből, amiben a király Pomponius Leatusnak megköszöni Silius Italicus époszának nyomtatott példányát, ebben megírja, hogy az általa nem keresett sorozatos háborúk közepette is szakít időt az olvasásra.
A kor nemzetközi diplomáciájának nyelve a latin volt, de ekkor már ezen belül a középkori latinság helyett illett a klasszikus nyelvezetet használni, ez is indokolta a humanisták foglalkoztatását, akik ezt Itáliában elsajátíthatták. A király azonban egyáltalán nem kizárólag rájuk támaszkodott. Nem volt humanista fő tanácsadói közül Beckensloer János, vagy Matucsinai Gábor sem, aki egyetemre sem járt.
A Vitéz-féle összeesküvés sem vette el a király kedvét a humanista tudósok alkalmazásától, házassága Beatrixszal pedig újabb lendületet adott a reneszánsz magyarországi térhódításának. Mátyás uralkodása vége felé tovább szaporodott az udvarban a királyt dicsőítő olasz tudósok száma. Mátyás és Beatrix külön-külön is a magyar történelem összefoglalására kérte meg többüket. Ez a fejlemény egybeesett a külpolitikában a német birodalmi remények elvesztésével, azzal, hogy Mátyásnak le kellett mondani a német-római császári cím elnyeréséről és bizonyos fokig elszigetelődött nemzetközileg. Ekkoriban írta Thuróczi János is a krónikáját, ami aztán a magyar nemesi történelemszemlélet, a hun-szittya öntudat fő forrása lett. Ez nem tekinthető humanista alkotásnak, de Mátyás hasznosnak tartotta, ezért támogatta megjelenését az akkor újszerű nyomtatásban is és a terjesztését a Német-római Birodalomban. Mátyás azonban nem volt teljesen elégedett a művel, ezért kérte fel Antonio Bonfinit is a téma feldolgozására. Az ő művének a címe Rerum Hungaricarum decades lett, de csak a király halála után készült el. Beatrix viszont kimondottan elégedetlen volt a Thuróczi-féle mű olasz vonatkozásaival, ezért bízta meg Pietro Ranzanót egy magyar történet megírásával; ez lett az Epithoma rerum Hungarorum, vagyis A magyarok történetének rövid foglalata.
Ez a kor a csillagászat hajnala és az asztrológia fénykora is volt. Mátyás maga is nagyon érdeklődött az égi jelenségek vizsgálata iránt. Vitéz János is erősen kötődött az asztrológiához, ezért hívta meg az általa 1467-ben alapított pozsonyi egyetemre (Universitas Istropolitana) a kor egyik legnagyobb természettudósát, a német Regiomontanust, valamint a kiváló lengyel csillagászt, Marcin Bylica z Ilkuszát. (IIkusi Márton néven ismert a régebbi szövegekben.) Bylica végleg Magyarországon maradt, királyi asztrológus, egyben a Budavári Nagyboldogasszony-templom plébánosa lett.
Mátyás számos különböző művészeti ágat támogatott. Giovanni Dalmata szobrásznak adományozta az akkori Kőrös vármegyében található Majkovec kastélyát a birtokkal, az adománylevélben kiemelve a szobrász művészeti érdemeit. 1488-ban egy másik művésznek, a spanyolországi Toledóból érkezett, kikeresztelkedett szefárd zsidó családból származó Cotta Márton mesternek Budán adományozott házat Beatrix királyné beleegyezésével, hogy ez a kiváló ember az országban maradjon „egész udvarunk és minden udvari emberünk díszére és ékességére és nevünk fényére”. Azt, hogy a művészet melyik ágát űzte, nem tudható. Később tekintélyes budai kereskedőként működött, míg a 16. század elején Velencébe költözött és ott is hunyt el. A Katolikus Ferdinánd és Izabella által Spanyolországból és Szicíliából elüldözött zsidók között más művészek is jöttek az udvarba, 1465-ben például Aragóniai Beatrix táncmestere Guglielmo Ebreo da Pesaro alias Giovanni Ambrosio volt.

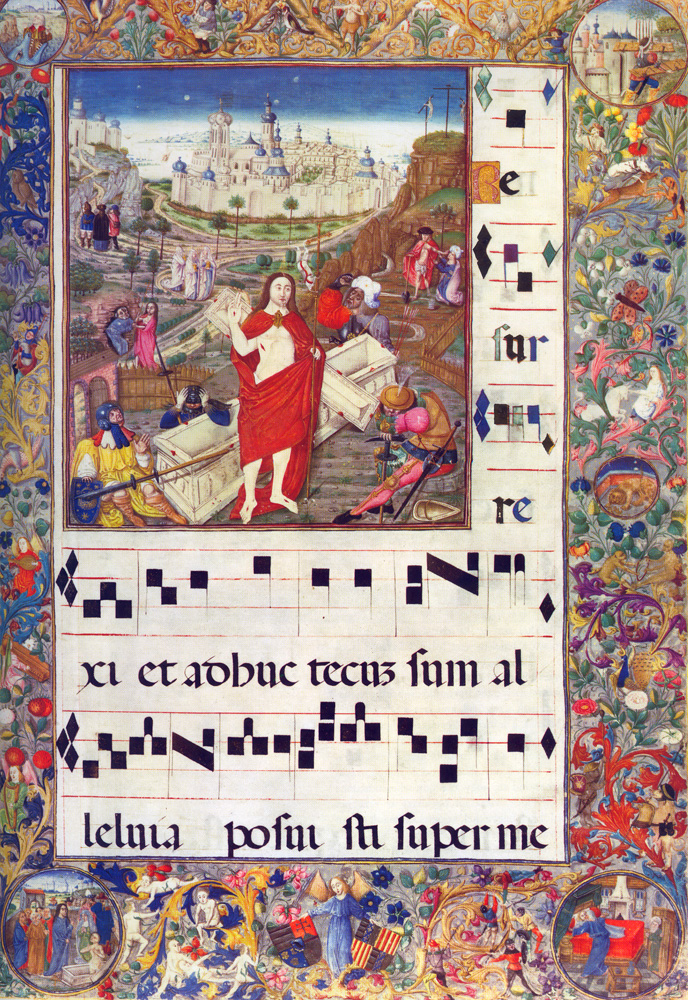
A Mátyás-graduale címképe – a keretdísz alsó lécében Mátyás és Beatrix címerével

A Mátyást dicsőítő udvari források állításaiban sok igazság is volt. A korabeli olasz reneszánsz művészet Itálián kívül valóban először Magyarországon, Mátyás környezetében jelent meg. Középkori királyaink közül ő volt az egyik legnagyobb építtető. Egyik építésze a firenzei Chimenti Camicia volt. A legfontosabb mátyási építmények, a budai vár és Visegrád sajnos elpusztultak a török hódítás idején, de az ásatások során sok reneszánsz részlet került a felszínre. A reneszánsz mellett azonban még nagy szerepe volt a gótikának is, különösen a templomépítészetben, de ez a korabeli Itáliában is így volt.
Mátyás már az 1460-as években megbízta Andrea Mantegnát a portréja megfestésével, azonban ennek csak a másolata maradt fenn. A magyar király gyakran kapott ajándékba képző- és iparművészeti alkotásokat. Filippino Lippi egyik képét Lorenzo de’ Medici küldte el Mátyásnak. Az uralkodó saját majolikagyártó műhelyt is felállíttatott.
Mátyás udvari ének- és zenekara szintén nagy hírnévnek örvendett, magas színvonaláról Bartolomeo de Maraschi castellói püspök, pápai követ is megemlékezett, aki pedig korábban a pápai énekkar vezetője volt. A király énekesei, zeneművészei általában külföldről érkeztek, mint a flamand Johannes de Stokem és Jacobus Barbireau.
Mátyás korában sokat fejlődött a magyar nyelv használata is az udvarban és a közéletben. Addig Magyarországon is, mint szerte Európában, az oklevelek és a magánlevelek is leginkább latin nyelven készültek. Az első fennmaradt, teljes szövegében magyarul írt levél Mátyás uralkodásának utolsó évtizedében készült. A sorban az ötödik fennmaradt magyar nyelvű levelet éppen Corvin János írta 1502-ben a szlavóniai Krapinán, és így fejezte be: „Janoss herczeg keze Irassa”. A Szlavóniában, szláv nyelvi környezetben élő herceg nyelvhasználata arra utal, hogy Mátyás udvarában és családjában erősödött a magyar nyelv helyzete. A fennmaradt dokumentumok alapján a többi magyarul író személy is Szilágyi Erzsébet, Mátyás vagy Corvin János szolgálatában állt.
A művészet és tudomány pártolása nem volt olcsó, Mátyás erre a célra szakértői számítások szerint – főként a Beatrixszal kötött házasság után – évi 80–90 000 aranyforintot költött. Az ország közvéleményének nagy része ezzel nem értett egyet, és érthetően Beatrix káros, külföldi hatásának tulajdonította. Heltai Gáspár a 16. században azt írta, hogy „egy olasz menyecske megváltoztatta az hatalmas királyt”. A magyar urak nagy része azonban fokozatosan felismerte a mecenatúra értékét. 1490 júniusában már kötelezték Corvin Jánost, hogy „az ország ékességére létesített könyvtárt” hagyja Budán, csak néhány kötetet vihetett el a maga számára.

### Hagyatéka a magyar művelődéstörténetben

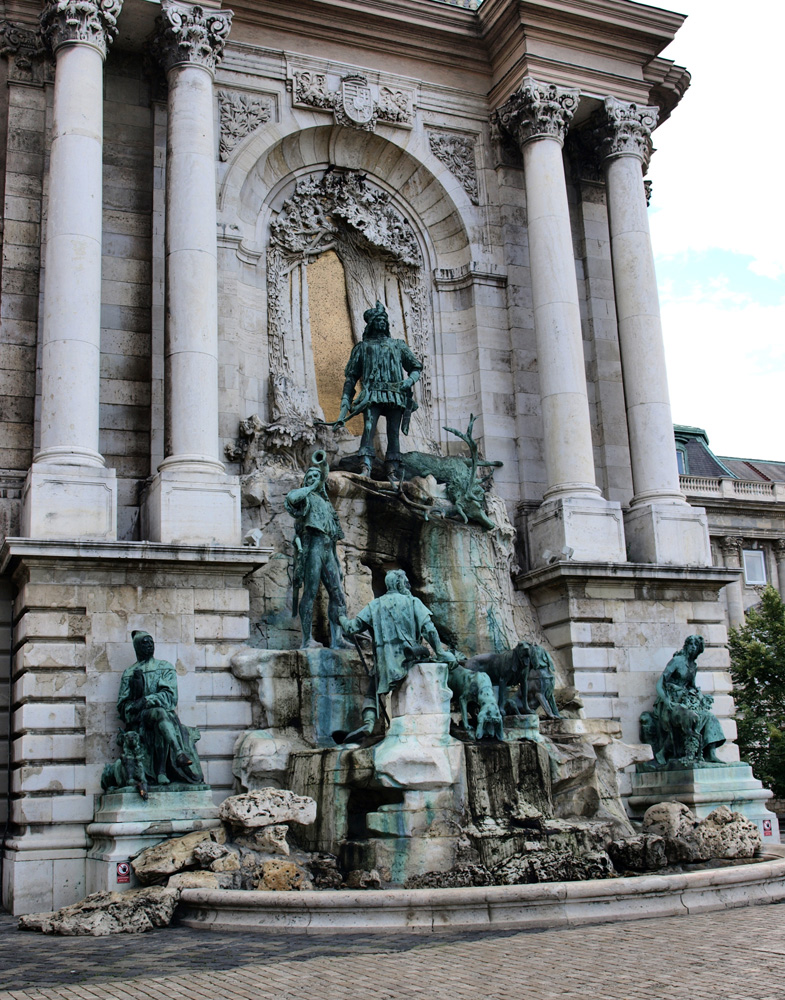
A Mátyás király-kút a budavári palotánál

Mátyásnak kiterjedt hagyatéka él a magyar közművelődésben. A legismertebb a Corvina könyvtár, melynek ma 216 fennmaradt kötetéről tud a kutatás. A korabeli ferences építészet, elsősorban János testvér munkássága nyomán, szerte az országban őriz Mátyás korabeli emlékeket, melyek közül a Szeged-alsóvárosi, Kolozsváron a farkas utcai református és a nyírbátori gótikus templomot lehet említeni. Bár palotái romba dőltek a török háborúk alatt, az újjászülető visegrádi palota már méltó reprezentánsa korának.

## Mondák, szólások az ismert tények tükrében
Egy 16. századi oklevél hátlapjára írták ezt a bejegyzést: „Meg holt matias király s el költ az Igazsagh.”
A magyar (és számos külföldi, elsősorban délszláv) néphagyományban Mátyás igazságos király; számos monda, mese fűződik nevéhez ebben a témában. E kép azonban messzemenően különbözik a nagy királyról az életében hangoztatott véleményekkel, például a Dubnici krónika megfogalmazásaival.
Halála után azonban szinte rögtön megindult a közvélekedés átalakulása. Részben ezt az uralkodóváltástól való félelem is indokolta, ami a középkorban szinte mindig sok bizonytalansággal és veszéllyel járt a közemberre is. Bonfini leírta, hogy az urak is megijedtek, akik eddig hibáztatták a királyt a súlyos terhek és a háborúk miatt. 
A félelem jogos volt, hiszen gyakorlatilag két év alatt összeomlott Mátyás birodalma, ellenséges hadseregek pusztították Magyarországot. A Jagelló-kor zavaros évtizedei, majd a mohácsi vész tovább növelte a Mátyás iránti nosztalgiát.
Az „igazságos Mátyás” legendája több forrásból fakadt. A jelek szerint maga az uralkodó is terjesztette, de az igazságos uralkodó képe általában is beletartozott a humanizmus ideológiájába. A Mátyás-mesék sok részlete jóval korábbi mondák, mesék átvétele, alkalmazása erre a korra. Az álruhában informálódó, majd igazságot tevő uralkodó különösen régi vándormotívum, Magyarországon először valószínűleg Nagy Lajos személyéhez kötődött.
„Háborúzzanak mások, te csak házasodj, boldog Ausztria” – egyes feltevések szerint a Habsburgokról szóló, széles körben ismert mondás szerzője Mátyás király volt. 
A magyar király ezt III. Frigyesről mondta volna, aki országát nem vitézségével, hanem családi összeköttetések teremtése révén gyarapította.

## Emlékezete

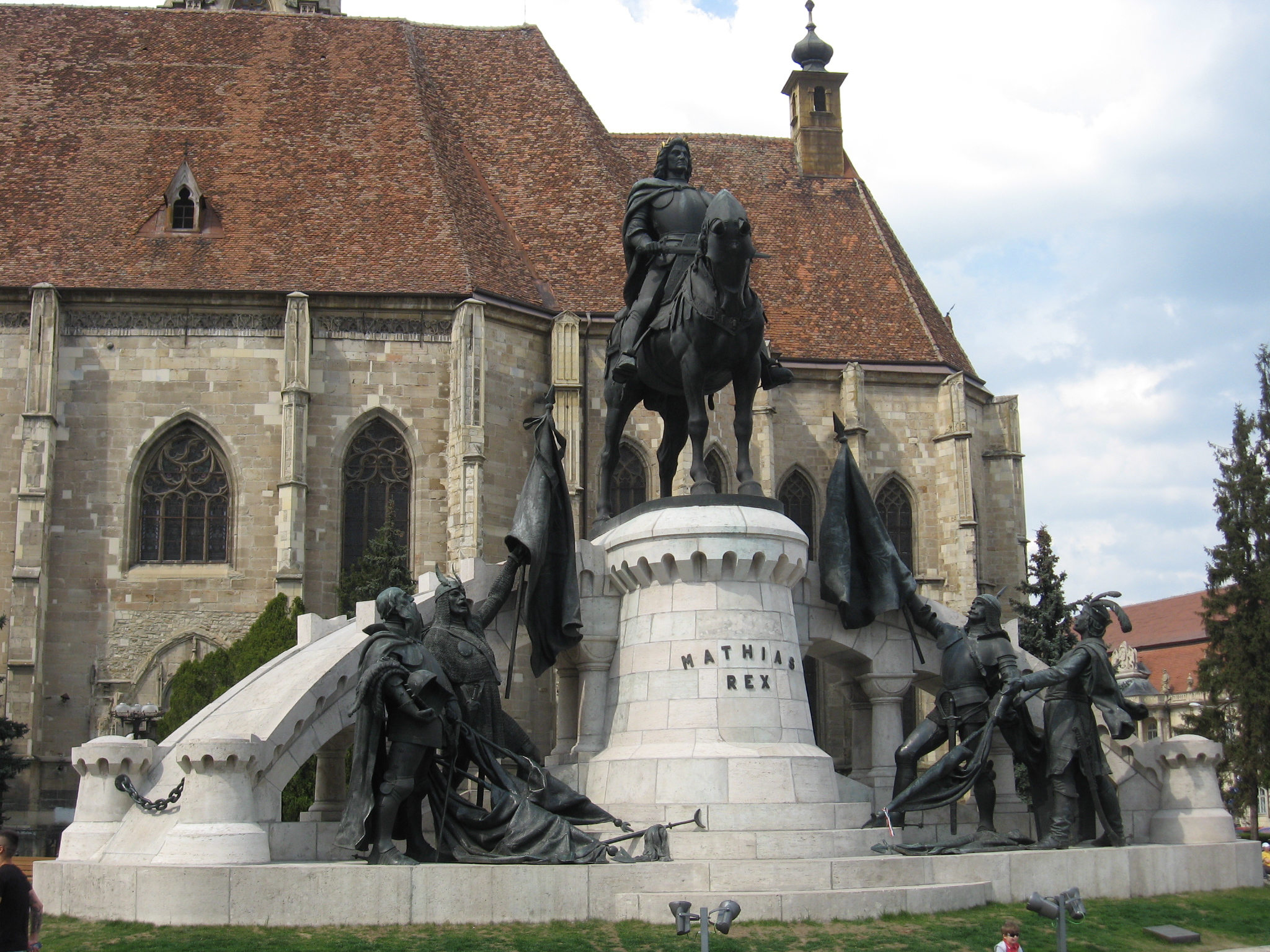
Fadrusz János 2011-ben újraavatott, restaurált Mátyás király emlékműve Kolozsvárott, a Szent Mihály-templom előtt

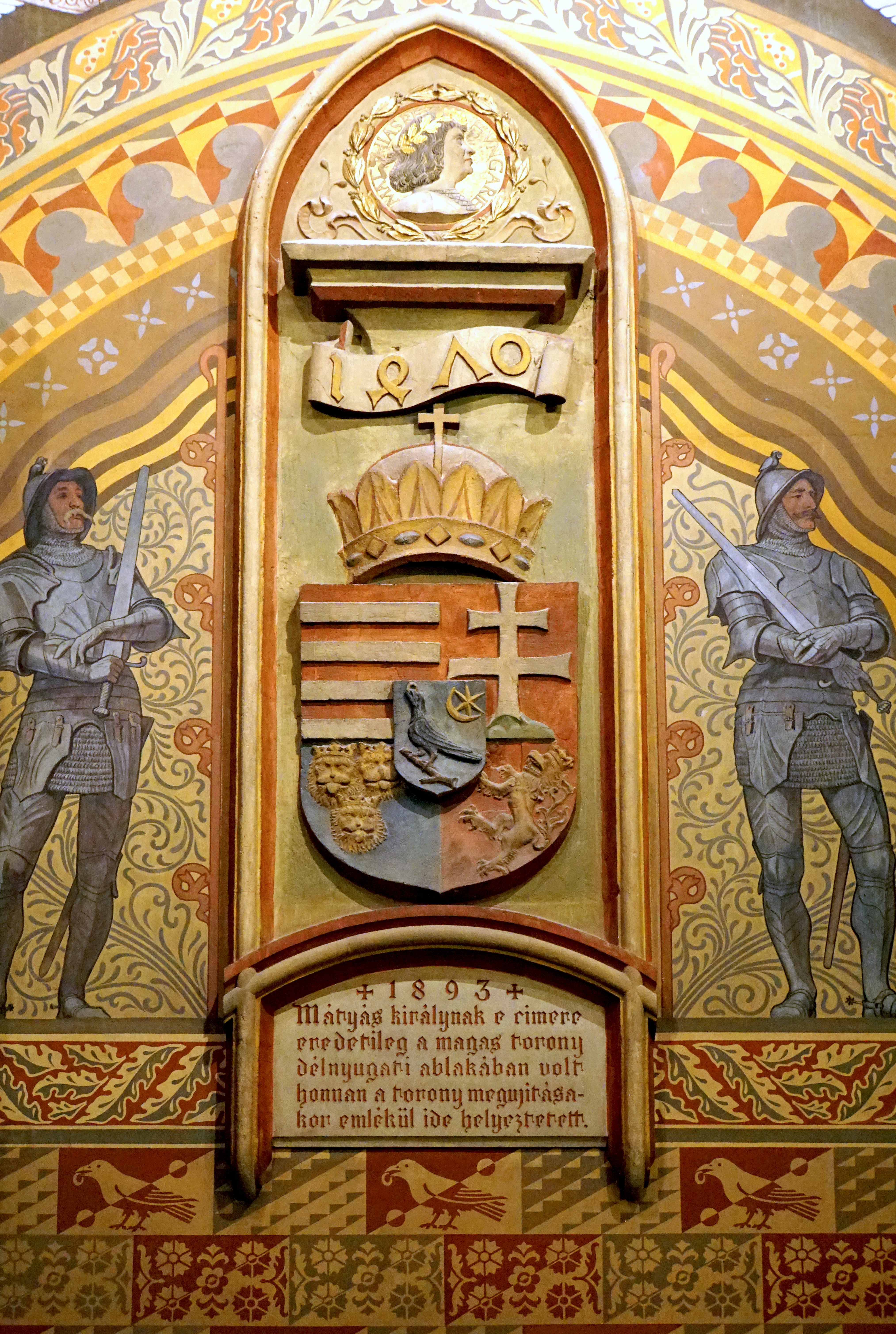
Mátyás koronás címere a Hunyadiak hollós címerével, Mátyás-templom, Budapest

A 19. és 20. század szobrokkal emlékezett meg a nagy királyról, melyek közül Fadrusz János kolozsvári és Strobl Alajos budavári együttesét említhetjük elsőként. Egyházművészeti szempontból a legnevezetesebb a Mátyás király kálváriája nevű ötvösremekmű. Somorján 2016-ban avatták fel mellszobrát. Székesfehérvárott belvárosi körút viseli a nevét.
1845-ben Vörösmarty Mihály örökítette meg Mátyás fiatalkorának történetét Czillei és a Hunyadiak című ötfelvonásos történeti drámájában.
Szigligeti Ede 1858-as Mátyás király lesz című darabjában Mátyás megkoronázásának történetét dolgozta fel.
Mikszáth Kálmán Szelistyei asszonyok címmel írt kisregényt Mátyás király „gáláns kalandjairól”, aminek alapján 1964-ben nagy sikerű filmvígjátékot is forgattak Mit csinált felséged 3-tól 5-ig? címmel. A kisregényből Benedek András, Semsei Jenő és Innocent Vince Ernő készített daljátékot, melyet 1974-ben megfilmesítettek Itt járt Mátyás király... címmel.
1995-ben mutatták be Kárpáti Péter Országalma című színdarabját, mely a Mátyás király mondakört parodizálja, forgatja ki.
Mátyás arcképe látható a magyar 1000 forintos bankjegyen.
Országjáró Mátyás király címmel mutatta be az Új Színház 2014-ben Szőke István Atilla mesejátékát, melyben az ismert meséket dolgozta fel.

## Mátyás király-emlékművek

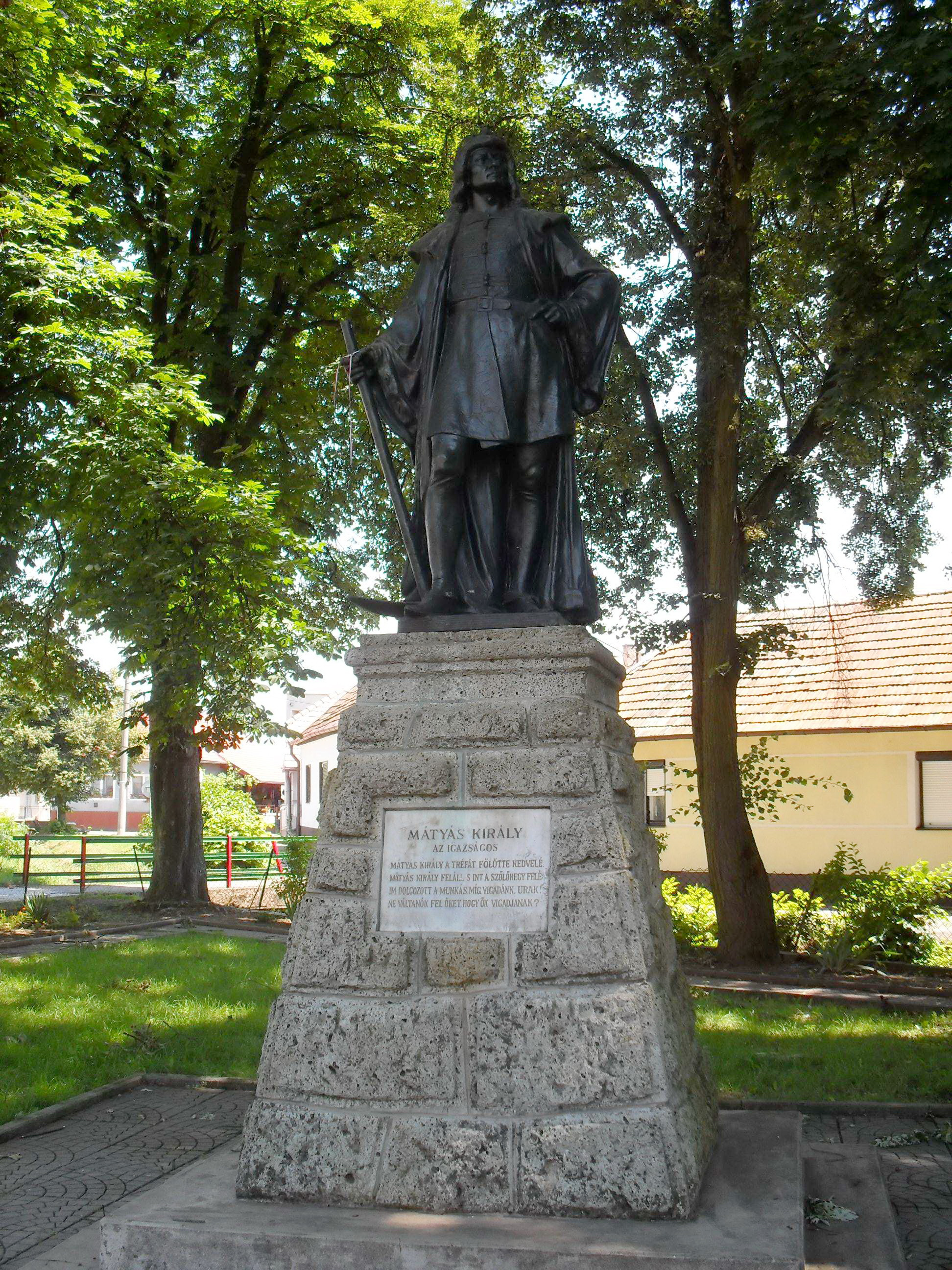
Mátyás király szobra Sajógömörben

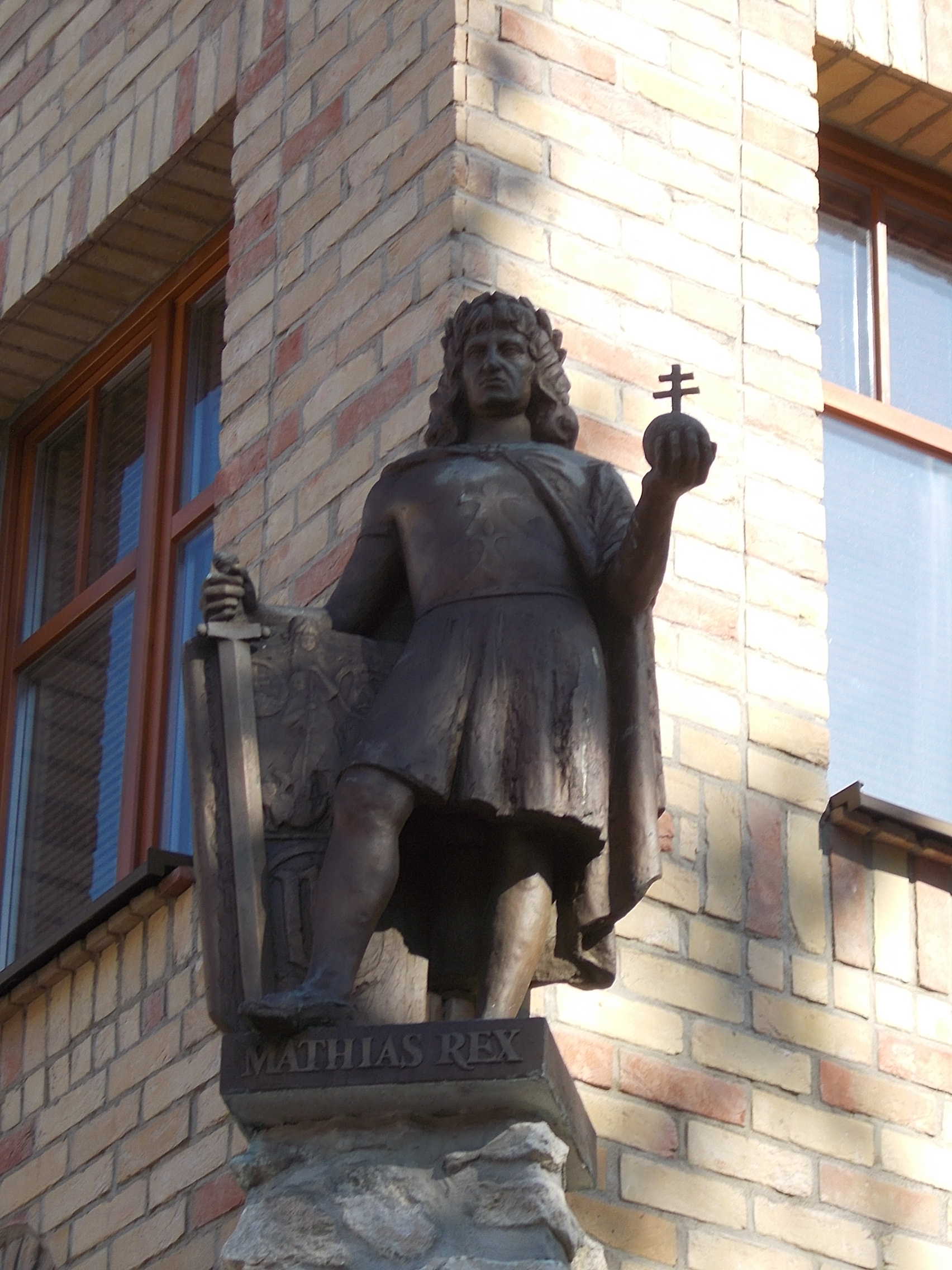
Mathias Rex, Európa-udvar, Révkomárom

- Kolozsvár – Mátyás király emlékmű, Főtér, Fadrusz János szoborcsoportja
- Budapest – Mátyás kútja, A Budavári Palota Hunyadi-udvarában, Strobl Alajos, Hauszmann Alajos, A szobor leírása: „Mátyás király vadászruhában, forráshoz érkezik. Jobbról – külön talapzaton – Szép Ilonka alakja ül, kis őzike mellett, bal oldalon... Galeotto sólyommal és jegyzetekkel. A csoport előtt középen a király csatlósa kürtjelet ad; kutyákkal a vadászmester. Pállfy herceg vadászkutyát küldött Stroblnak modellként, bronz és mozaik háttér.” (Rajna György: Budapest köztéri szobrainak katalógusa; Budapesti Városszépítő Egyesület, 1989) [165]
- Székesfehérvár – Mátyás király-emlékmű, Fő utca / Ady Endre utca, Mátyás király halálának 500. évfordulója alkalmából 1990-ben felavatott Melocco Miklós által készített emlékmű[166][167][168]
- Létavértes – Mátyás király-ivókút, Árpád tér, Győrfi Lajos 2002-ben felavatott lovasszobra[169]
- Győr – Mátyás király, Mátyás király tér, Lebó Ferenc, Harsányi Attila (építész) 2008. december 14-én felavatott Mátyás királyt a hollóval ábrázoló emlékműve[170]
- Budapest – Hunyadi Mátyás, Millenniumi emlékmű Hősök tere, Zala György alkotása, 1905[171]
- Berekfürdő – Mátyás király-díszkút, Berek tér, Győrfi Lajos és Varga Imre (bronzöntő) által készített, 2013-ban felavatott emlékműve[172][173]
- Budapest – Mátyás király-emlékmű, Hess András tér, a Szent Miklós-torony nyugati homlokzatán látható annak az emlékműnek 1930-ban rekonstruált változata, melyet 1486-ban faragtatott a német Bautzen városa Mátyás király tiszteletére, az eredeti még Mátyás életében készült, ezért hiteles ábrázolásnak tekinthető[174]
- Sajógömör – Az urakat megkapáltató Mátyás király, Hlavna 58, Holló Barnabás 1914. június 1-én felavatott szobra kezében kapával ábrázolja az igazságos királyt[175]
- Szeged – Hunyadi Mátyás szegedi lovas szobra, Lapis András szobrát a Móra Ferenc Múzeum és a vár maradványa közötti területen 2001. augusztus 20-án állították fel. amely a fiatal 15 éves Mátyás királyt ábrázolja, akit 1458-ban Szegeden választottak meg magyar királlyá[176]
- Szabadka – Mátyás király szobor, Corvin Mátyás utca, a 2018-as Mátyás király-emlékév alkalmából felállított egész alakos szobor. Franjo Mačković palicsi szobrászművész alkotása.[177][178][179][180][181]

## Uralkodásának történészi értékelése
Uralkodói tevékenysége már kortársai körében nagy vitákat váltott ki. A jellemző kritikus véleményeket összegezte már életében, 1479-ben a Dubnici krónika. Eszerint Mátyás elhanyagolta a török veszélyt, és értelmetlen nyugati hódító hadjáratokra fecsérelte a rendelkezésére álló katonai, illetve az azt megalapozó, az ország kegyetlen adóztatása révén gyűjtött gazdasági erőt.
A másik nézet szerint viszont a király belátta, hogy Magyarország önmagában képtelen ellenállni a töröknek, ezért nagyobb állam létrehozására törekedett. Eszerint felismerte, hogy a fejlődés Kelet-Közép-Európában a perszonáluniókba tömörült államszövetségek irányába halad. Megvalósítani terveit azonban nem tudta, erre utóbb csak a Habsburgok voltak képesek.
Történészi vita tárgya az is, hogy a Mátyás által kiépített államszervezet rendi-képviseleti monarchia, vagy centralizált királyság volt-e. Ami a törvények fontosságát illeti, rendkívül karakterisztikus megfogalmazásai maradtak fenn több forrásból is. Ezek szerint „A király nem szolgája vagy eszköze a törvényeknek, hanem a törvény élén áll és uralkodik felette” (Aurelio Brandolini Lippo), illetve „a király az élő törvény” (Filippo Buonaccorsi).
Mindenesetre belpolitikai tevékenységének nagy eredménye, hogy választott királyként, azaz a születési jogon uralkodó királyoknál csekélyebb társadalmi elfogadottsággal, legitimációval küzdve sikerült megszilárdítania hatalmát, kihasználni a középkori uralkodói hatáskör minden lehetőségét. Nagy ügyességgel volt képes maga mellé állítani az adott pillanat uralásához szükséges társadalmi, politikai erőket, illetve azok változatos koalícióit. Legfontosabb célját, fia örökösödésének biztosítását, Corvin János trónra lépését azonban nem sikerült elérnie.

## Levelezésének szövegkiadásai
- Mátyás király levelei – Külügyi osztály – I-II., Fraknói Vilmos (MTA), Budapest, 1893–1895
- Mátyás király levelei – 1460–1490, válogatta, a szöveget gondozta, az utószót és a jegyzeteket írta: V. Kovács Sándor, fordította: Ballér Piroska, Szépirodalmi, Budapest, 1986 (Magyar levelestár)
- Mátyás király levelei – Külügyi osztály – 1458–1490, Fraknói Vilmos (szerk.), az eredeti kötetek alapján sajtó alá rendezte és az utószót írta: Mayer Gyula, Nap Kiadó, Budapest, 2008, (+DVD), ISBN 9789639658714
- Mátyás király külügyi levelei, 1458–1479; ford. Darvas Mátyás, Szekér Barnabás; Magyarságkutató Intézet, Budapest, 2023 (A Magyarságkutató Intézet kiadványai)